# Столові гори (гірське пасмо)

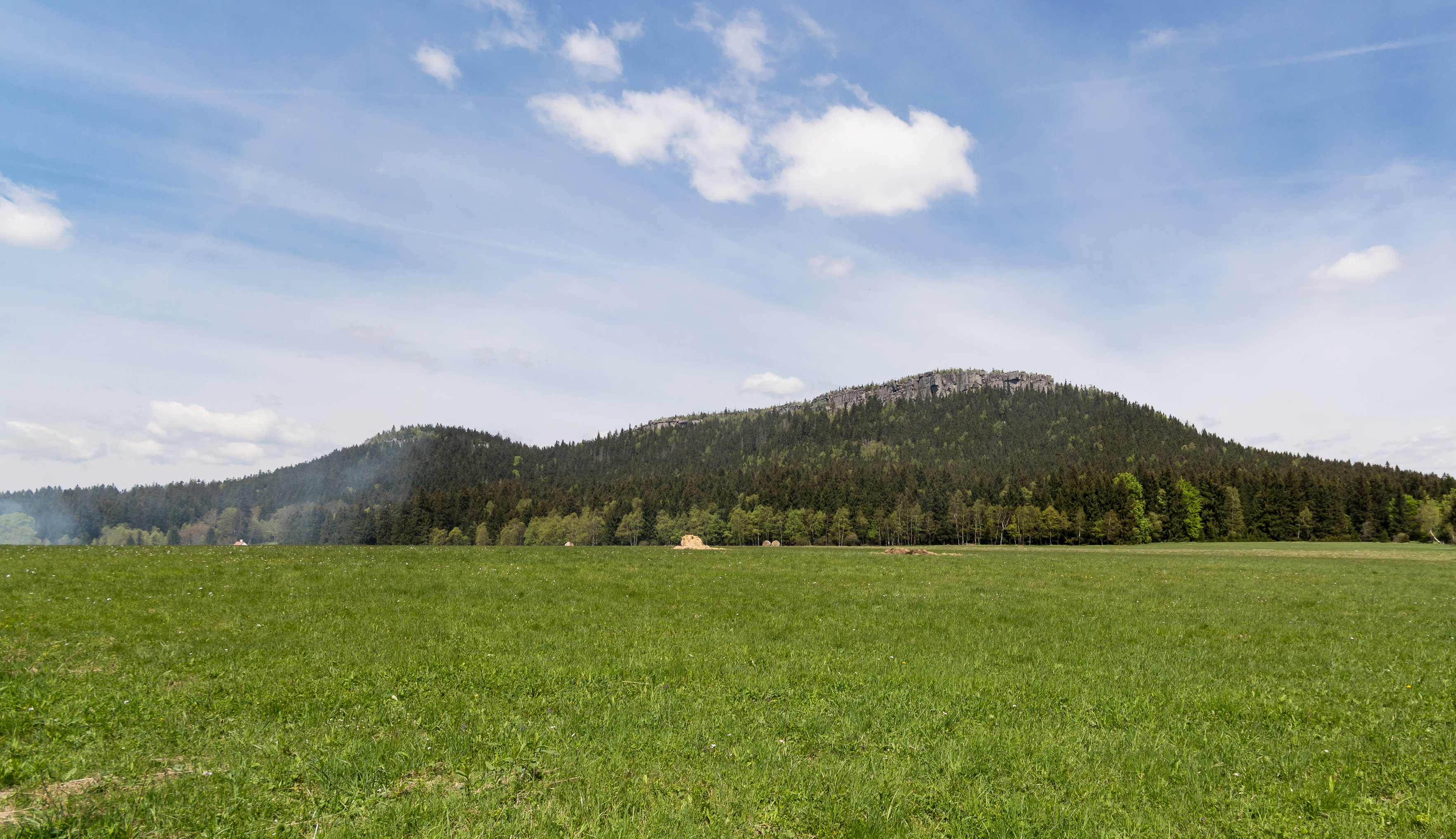
Щелінєць Великий вид з Карлува

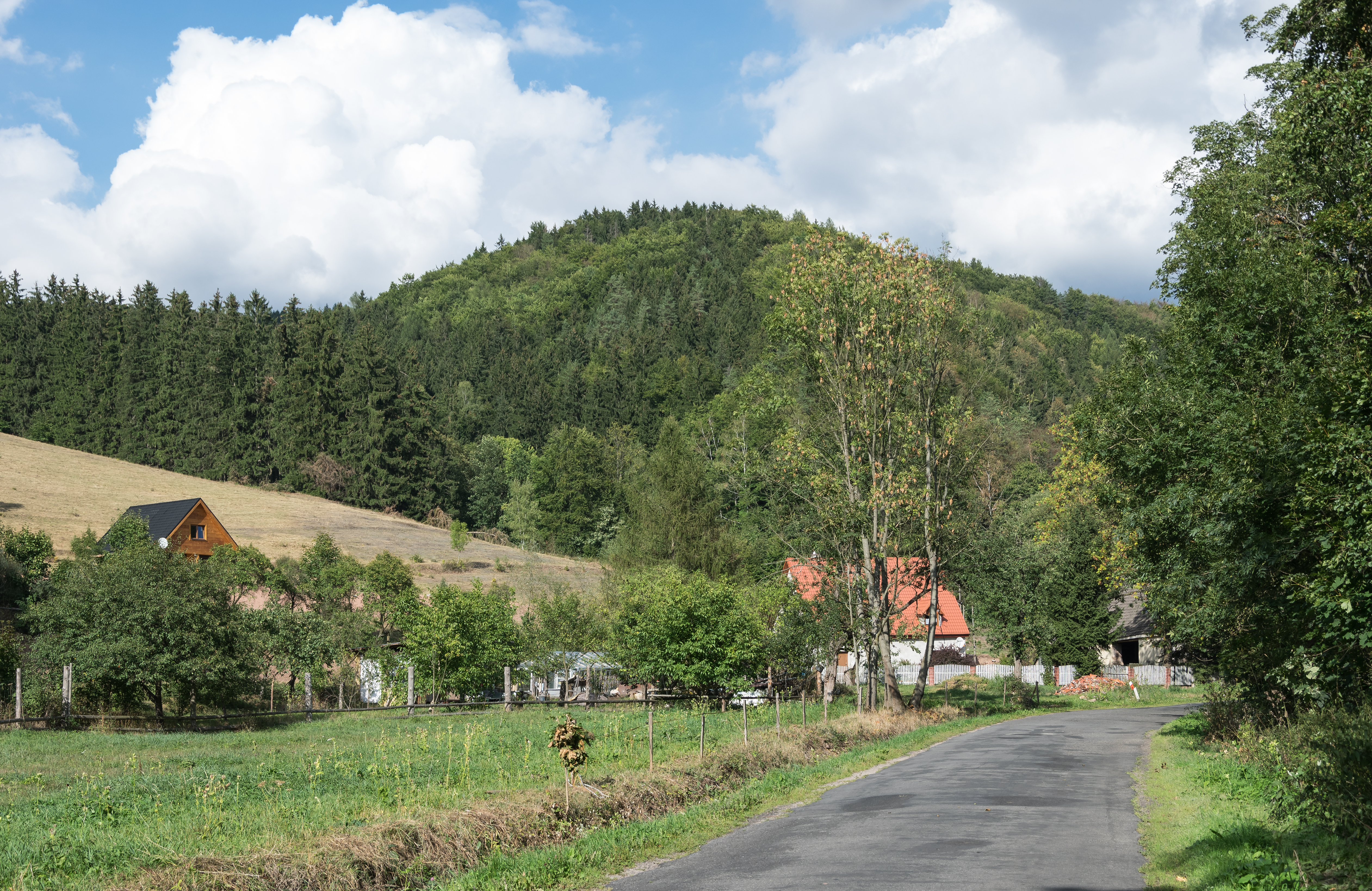
Круча Копа

Столові гори (пол. Góry Stołowe, нім. Heuscheuergebirge, чеськ. Stolové hory) — це Гірське пасмо, що знаходиться в гірському хребті в Центральних Судетах. Утворилися вони 30 мільйонів років тому. Плити, утворені в часи крейдового періоду з пісковику розташовані горизонтально — звідси і назва гір, оскільки вони «плоскі, як стіл». Цей район лежить в західній частині Столових гір в Чехії і називається Брумовське нагір'я. Північно-західний край пасма поблизу Мерошов — Гожешов — Кшешув — Хелмсько — Окшешин називається Заворув. В 1993 році на території парку було створено Національний парк Столових гір.

## Геологія

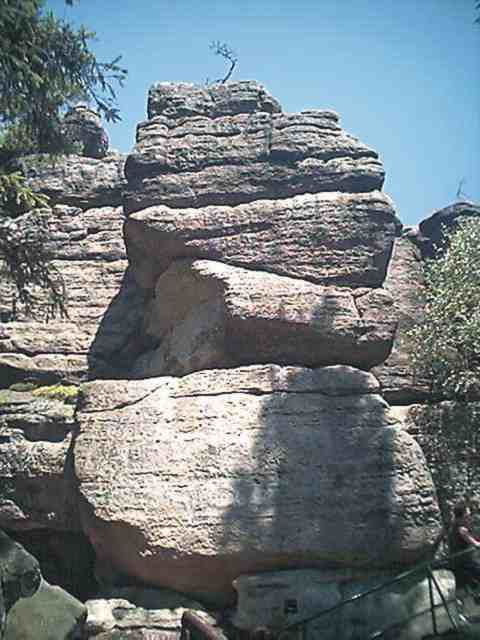
«Квока» — скеля з пісковика, Щелінець Великий

### Склад

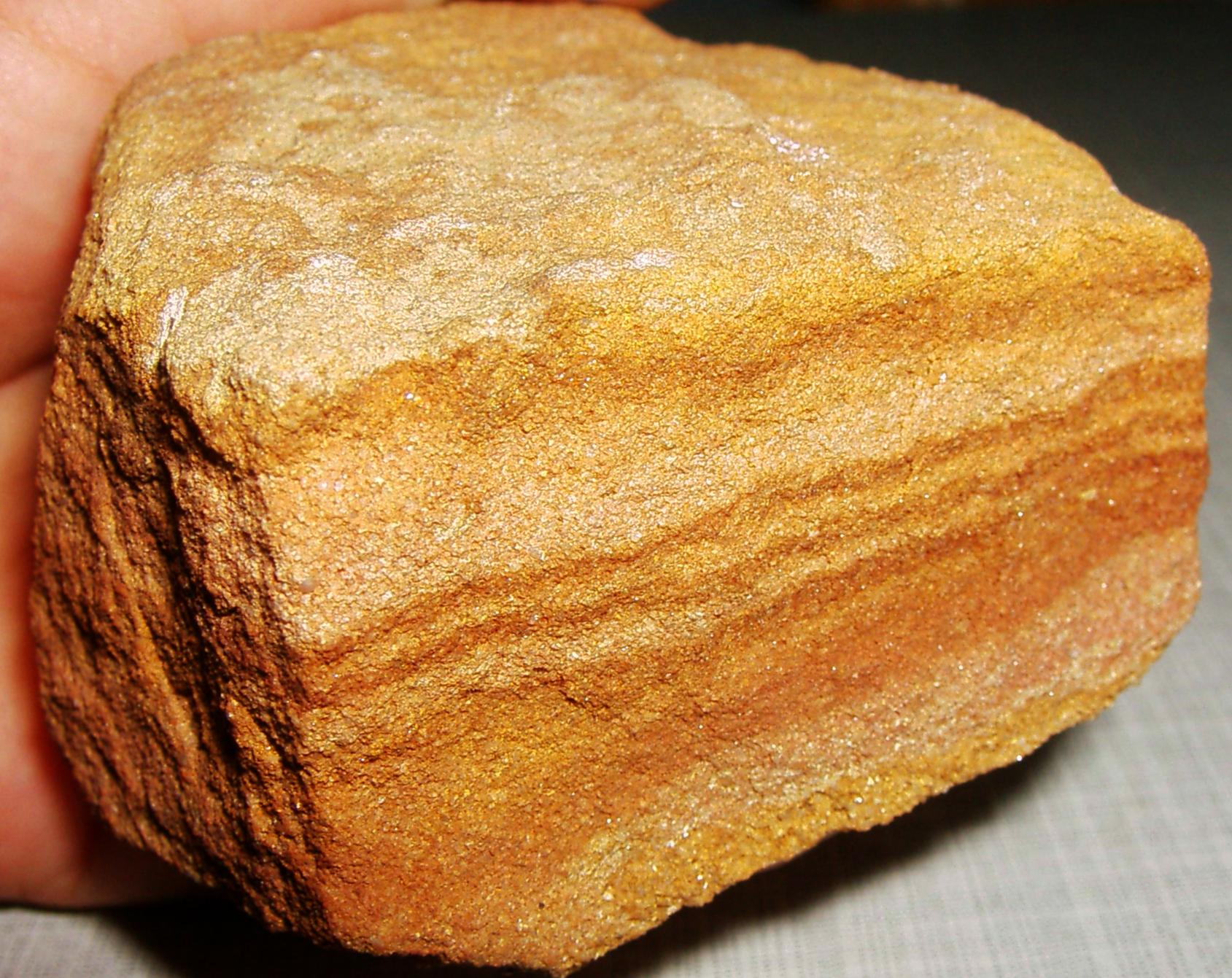
Пісковик

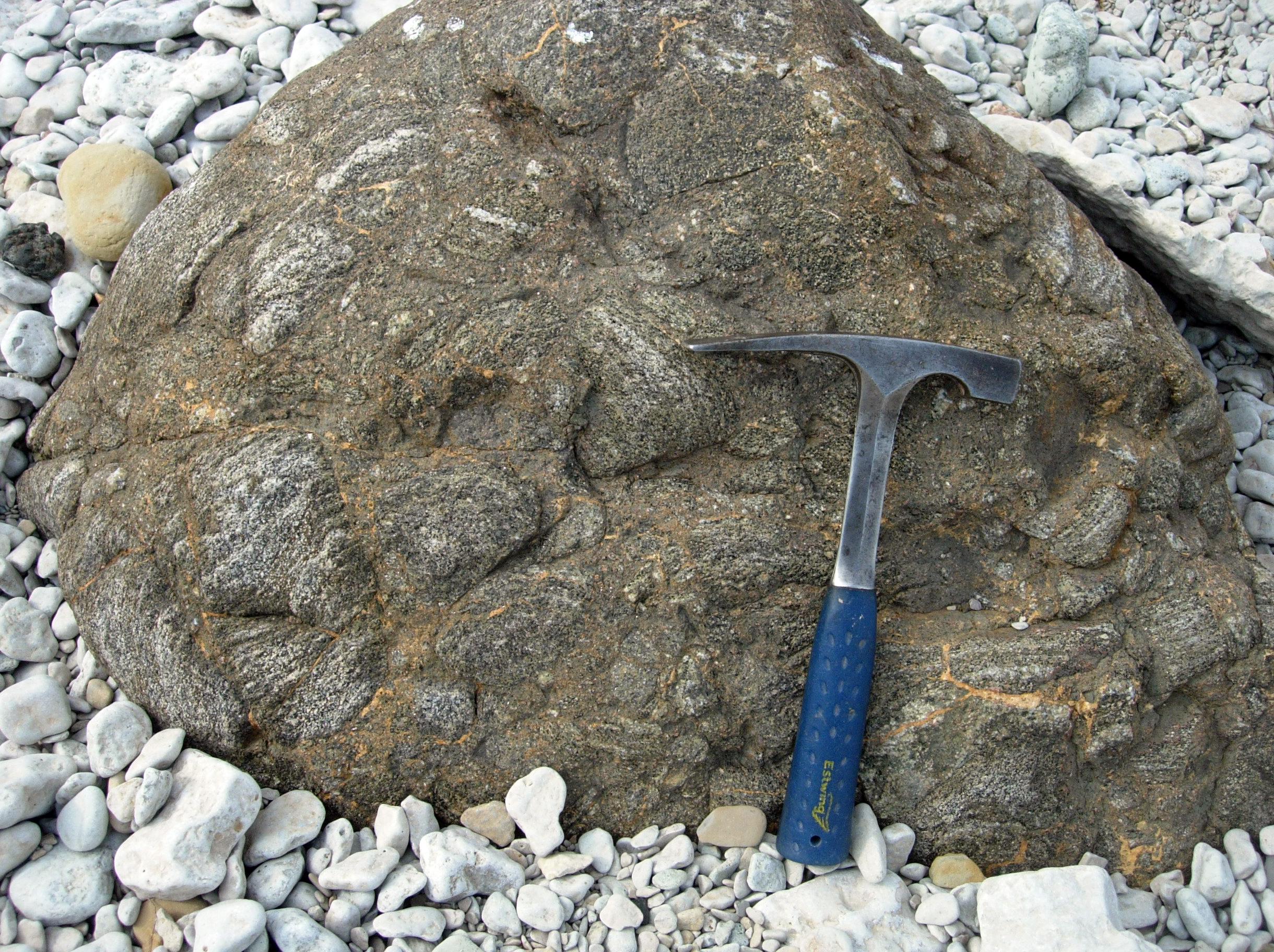
Гнейс

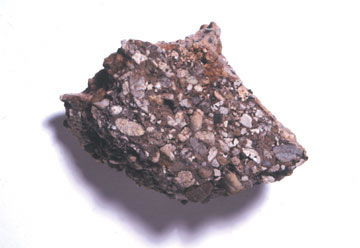
Конгломерат

Столові гори складають центральну частину Серединно-судейського жолобу. Вони також включають в себе дрібні фрагменти гранітоної частини геологічних структур таких як Масив Кудови-Олешніч, а також метаморфічного комплексу Орлічко-Клодзк. Найбільше за площею місця замають породи утворені в часи крейдяного періоду (ценамон, турон, коньяк), осадові породи жолобу, у північно-західній частині розташовані майже горизонтальна, у північно-східній — трохи нахилені на південь. Ці гірські породи утворюють шість гірських комплексів, в склад яких входять:
- нижні пісковики (ценамон)
- глауконітові пісковики (ценамон)
- піщано-суглинкові мергелі з вставками з піщанику (турон)
- глиняний мергель (турон)
- верхні міцні пісковики (гірський турон — коньяк)

На ланії Поляниця-Здруй — Баторув — Карлув — Остра-Гура (уздовж головної осі гір) проходять тектонічні розлими — частина плити з південного боку розлому опускається приблизно на 40 м.
У північній частині гір виступають пісковики червоного кольору, конгломерати пермських часів. На чеській стороні та в польських Заворах в порадах пермського періоду залягають також пісковики часів тріасового періоду. Південна частина складається з карбонового червоного граніту, а також метаморфічних пород — залишкових сланців, філітів і невеликих вставок амфіболітів і мармурів, гнейсів.

### Історія рельєфу
Історія рельєфу Столових Гір розпочалася з часу коли вони виступили на поверхню після того як відступили моря крайдяного періоду. Після виходу моря був довгий період тектонічного затишшя, що призвело до створення великої рівнини (фрагмени породи, якої збереглися на вершині Столових Гір — на висоті 850—920 метрів над рівнем моря — Щелінєць Великий, Щелінєць малий, Скальнік і Нарожнік).

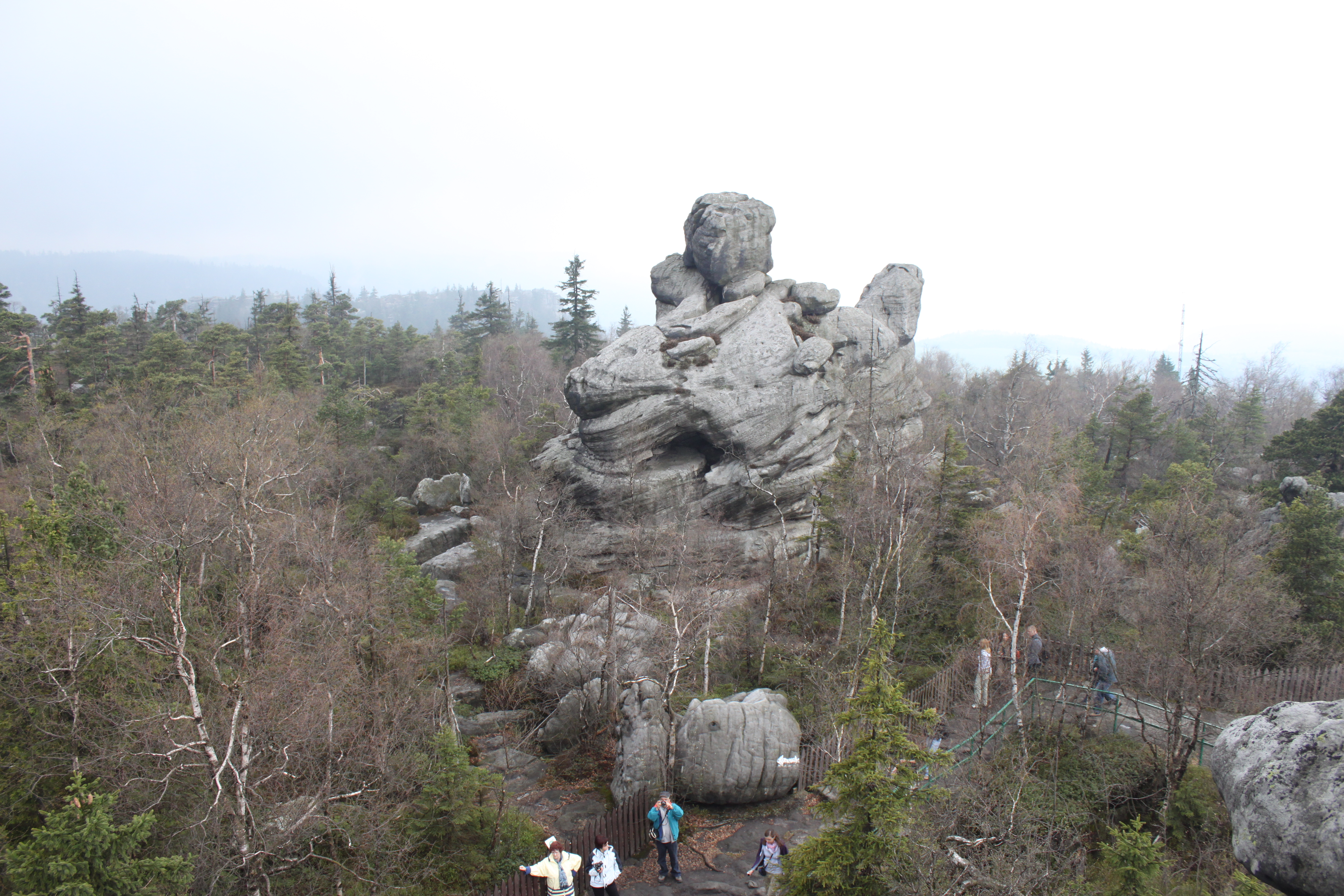
Скеля «Княча голова» на Щєлінці Великому

Під кінець середини олігоцену гори почели активно підніматися, рівна поверхня покрилася розчелинами і вершини піднялися на свої висоти.
Під час верхнього олігоцену та пізнього міоцену утворилася ще одна сторона (сьогодні ця сторона має залишилася на висоті 500—800 м над рівнем моря), після чого відбувся черговий підйом в середньому міоцені і до середнього пліоцену сформувався третій, найнижчий рівень вирівнювання (в даний час на висоті 400—500 м). Наприкінці серединього, у верхньому пліоцені, відбувся подальший процес утворення гір, які знову збільшили загальну площу Столових гір.
В мінливому кліматі мілини верхніх усічених пісковиків зазнавали інтенсивних процесів вивітрювання. В часи плейстоцину, через льодовиковий період утворилися торфові родовища та скелі почали руйнуватися.

### Мінеральні ресурси

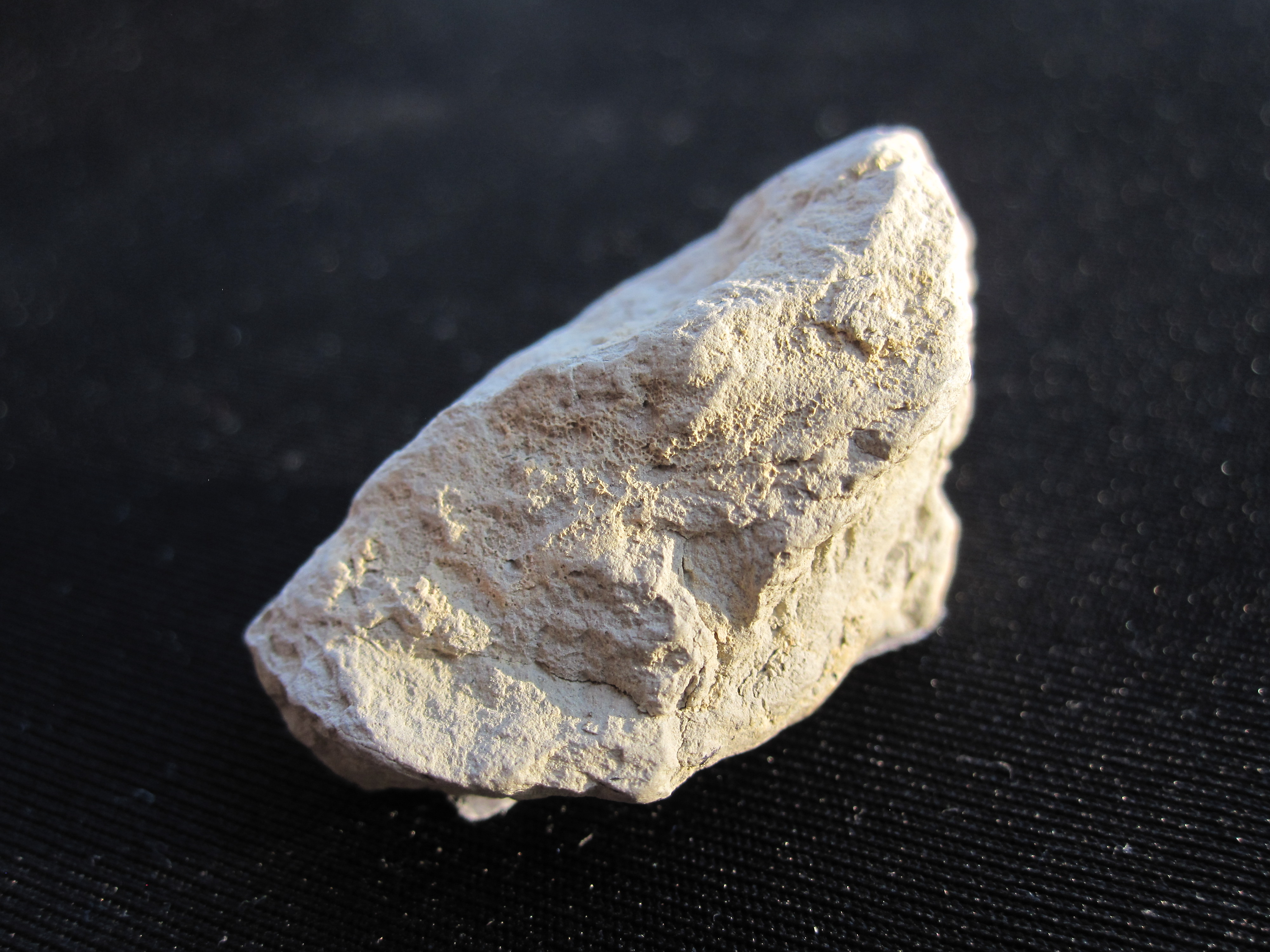
Мергель

- Пісковик
  - Нижні усічені пісковики — кольори від жовтого до коричневого, дрібнозернисті, з великим вмістом шпату і глауконіту. Їх видобувають в околицях Кудови-здруй і Хоцешові, а використовують в свою чергу в різбництві та будівництві різноманітних споруд.
  - Центральні усічені пісковики, мають багатий гранулометричний і мінеральний склад, характерною гамою для цих порід є від світло-жовтого до темно-коричневого, іноді червонуватого кольору. Їх видобувають в околицях Радкува, Вамбежиці і Злотни. В даний час видобування припинено, раніше ці породи використовувалися в будівництві та кам'яному виробництві.
  - Світлі пісковики — білого або світло-жовтого кольору, з постійним зерновим і мінеральним складом (до 95 % Кварцу), видобувалося в околицях Радкова та Щитни — в даний час видобування припинено.
- В другій половині XIX століття в околицях Пстронджної почалась розробка невеликих родовищ кам'яного вугілля.
- Мергель — невеликі пласти маргелю в різних кількостях були в минулому об'єктом локального видибування.
- Рожеві кудовські граніти траплялися в південно-західній частині Столових гір. Раніше їх добували в невеликих кар'єрах.

## Клімат
Столові гори підпадають під зону впливу полярних, арктичних, помірно континентальних та субтропічних повітряних мас з верхніх шарів атмосфери. Протягом усього року буває більше хмарних, ніж сонячних днів, найбільша хмарність припадає на осінь і зиму, найменша на літню пору року.
- тепловий максимум: липень, середня температура 15,4 °C
- тепловий мінімум: січень, середня температура повітря −3,2 °C
- середня річна температура 6 °C
- тривалість зими: 14-16 тижнів
- Вегетаційний період: не довше 27 тижнів
  - у долинах — починається у другій декаді квітня
  - на верзовинах починається в третій декаді квітня
- Літо:
  - в долинах близько 8 тижнів
  - на вершинах практично не відчутно
- річні опади:
  - в долинах 800—1000 мм
  - на верховинах вище 1100 мм
  - максимум опадів: липень, мінімум у лютому-березні, часто в грудні та січні
- затримання снігу:
  - на вершинах більше 75 днів (в ущелинах довше)
  - в долинах близько 50 днів
- переважаючи вітри: південно-західні (на вершинах частка північних вітрів збільшується)

## Історія
Історія Столових гір тісно пов'язана з регіоном клодзької замлі. В давнину торгові шляхи, на яких засновувались поселення, проходили територіями, прилеглими до Столових гір. Перші записи, які свідчать про заснування поселень на цих теренах відносяться до XIV століття. У той час торгові шляхи охоронялись укріпленими фортами, які будувалися місцевою владою до фортів побудовані в ті часи можна віднести такі: Замок Гомоле, Наход, Радкув i Ратно. Саме тоді люди почали розвивати міста, і їх сукупність та саму місцину згодом почали називати Гомольським краєм (Душники, Левін-Клодзький і навколишні села), Брумовський край і край Находський. В XIV столітті почалася колонізація краю, якій дуже сильно посприяли німецькі закони про міста, в основному колонізатори були слов'янами.
В I половині XV століття на землю клодзьку гусити вчиняли свої набіги та розміщували свої табори, найбільш спустошуючими були напади в проміжку з 1425 до 1434, так наприклад вони захопили та спалили місто Радку. Згодом край став табором для чеських військ, через що тут активно велись бойові дії. В 1459 році чеський король, Їржі з Подєбрад зробив клодзьку землю окремим повітом. В 1526 клодзька земля як і вся Чехія та Сілезія почала управлятися династією Габсбургів. В наступних роках тут розвивалося ткацтво, виготовлення тканин та виготовлення паперу, а в містах Кудові, Поляниця-Здруй і Душніках були побудовані перші об'єкти, в яких тодішня аристократія поправляла своє здоров'я.
В XIX столітті в Столових Горах розпочався розвиток туризму, якому сприяло будівництво нових шляхів сполучення, зокрема в 1890 році почала будуватися залізнична лінія від м. Клодзькодо до Щитни через Поляницю, яка в 1902 році була продовжена до Душніків і в 1905 році до Кудови-Здруй. В 1903 році було побудовано дорогу із міста Сцинавка-Середня до міста Радкова.
Під час Другої світової війни на території прилеглій до Столових Гір бойових дій не відбувалося, а після капітуляції Третього рейху область була включена до складу Польщі проте на територію прилеглу до Кудови Здруй і її околиць Чехія теж мала певні претензії, але їм не вдалось отримати бажаного. Одразу як воєнні дії вщухли на територію краю було переселено багато поляків з територій Східних кресів, розпочалась побудова невеликих фабрик, які на жаль стали шкідливими для навколишнього середовища (наприклад завод скла в місті Щитна, текстильні фабрики в місті Кудова-Здруй). З часом місцеві приватні пансіони для відпочинку замінили державні центри відпочинку.
Після того як в Польщі помінялася влада в 1989 році багато збиткових промислових заводів припинило своє існування. На сьогоднішній час найбільш важливу роль грають фабрики Моторної електротехніки в містах Душніки та Кадова-Здруй. Також побудовані заводи по розливаню мінеральної води в містах Поляніці та Єленьові. Туристична інфраструктура також поступово вдосконалюється.

## Велосипедний туризм
Через Столові гори проходять міжнародні велосипедні траси «Góry Stołowe», яка позначається на картах, путівниках синім кольором та має довжину 125 км — (64 км на території Польщі і 61 на території Чехії) і траса «Ściany» яка позначається червоним кольором. Обидва маршрути проходять майже виключно по трасах з твердим покриттям і призначені для трекінгових велосипедистів. З 2003 році почалась побудова мережі велосипедних гірських трас на польській стороні. В даний час вже існує вже 3 велосипедні маршрути для гірських велопрогулянок. В 2005 році відкрито нову гірську трасу від Пастерки до Маховського Кріжа, яка з'єднує чеську та польську мережу велосипедних трас призначених для гірських велосипедистів. Частина пішохідних стежок в Столових Горах також є придатними для їзди на велосипеді, проте можна також наткнутися на занедбані стежки, стежки які безпосередньо проходять через трясовину, крутих переходів і вузьких переходів між скелями. Найцікавішим фактом є те, що хоча траси проходять біля Національного парку і на них можна їхати, але на стежках в середині парку формально їздити заборонено, проте безліч туристів цим нехтує.
На чеській стороні, де велосипедний туризм є більш розвинутим та популярним, протягом тривалого часу існує розгалужена мережа маршрутів, спеціально розроблених для велосипедистів. Так само як і на польській стороні їзда поза трасами на території, яка охороняється є забороненою, за винятком випадків, коли вздовж туристичної стежки одночасно прокладена велосипедна стежка, але все одно пішоходи мають перевагу над велосипедистами на таких відрізках.

### Міжнародні велотраси
- Міжнародна траса «Góry Stołowe» (№ 4020) — загальної протяжності 126 км на двох сторонах кордону (65 км на польській стороні) маршрут з польської сторони: перетин кордону Тлумачів — Гайов — Радков — Ратно-Дольне — Вамбієжице — Студзенна — Хоцешов — Воляни — Поляниця-Здруй — Щитна — Душники-Здруй — Слошув — Кулін — Голачув — Данчув — Кудова-Здув пеетин кордону Чермна / Маоа Чермна
- Міжнародна траса «Ściany» (№ 4001), яка утворює петлю на території Польщі та Чехії. ЇЇ загальна протяжність це 56 км, з яких 19 км знаходяться в Польщі. Маршрут з польської сторониj: перетин кордону Божанов / Радков — Радков — Карлов — перетин кордону Остра Гура / Маховська Лхота.
- Траса імені Т. Г. Масарика — створена в 2004 році, яка названа на честь колишнього президента Чехословаччини, який відвідував Столові гори. На польській стороні знаходяться 18 км, маршрут траси: перетин кордону Здьярки/Пстронжна (перетин кордону можливий після відкриття перетину) — Пстронжна(Скансен) — роздоріжжя під Лельковом — Якубовіце — Кудова Здруй — Чермна (Каплиця черепів) — Слоне — перетин кордону Кудова Слоне/Наход.
- Траса Rytně — Karłów — ця траса сполучає між собою Ритне та Карлув, в деяких місцях траса перетинається з трасою імені Т. Г. Масарика. З польської сторони має 17,5 км довжини: перетин кордону Кудова Слоне /Наход — Слоне — Чермна (Каплиця черепів) — Пстронжна — роздоріжжя під Лельковом — Поляна YMCA — Дорога на сто поворотів — Карлов

## Прикордонні переходи
- Голінськ-Старостін (дорога, відкрита цілодобово)
- Кудова Слоне-Наход (дорога, відкрита цілодобово)
- Отовіце-Тлумачув (дорога, відкрита цілодобово)
- Пастерка-Маховський край (туристичне, працює з 1 квітня по 30 вересня з 8:00 до 20:00, з 1 жовтня по 31 березня з 8:00 до 18:00)
- Чермна — Мала Чермна (туристичне працює з 1 квітня по 30 вересня з 8:00 до 20:00, з 1 жовтня по 31 березня з 8:00 до 18:00)
- Радков-Божанов (туристичне працює з 1 квітня по 30 вересня, 8.00–20.00, 1.10–31.03 від 8:00 — 18:00)
- Остра Гура-Маховська Лхота (туристичне, працює з 1 квітня по 30 вересня з 8.00 до 20.00, з 1.10 до 31.03 з 8.00 до 18.00.)
- Хелмсько-Шльонське — Лібна (туристичне, працює з 1 квітня по 30 вересня з 8:00 до 20:00, з 1 жовтня по 31 березня з 8:00 до 18:00)
- Пстрожна-Жджарки (туристиче, працює з 1 квітня по 30 вересня з 8.00 до 20.00, з 1.10 до 31.03 з 8.00 до 18.00.)

21 грудня 2007 року на підсдтаві вступу в силу шенгенської угоди всі пункти перетину кордону були зліквідовані.

### Деякі циклотраси на чеській стороні
- № 4001 Траса Мальовничий маршрут (27 км)
- № 4003  Траса Droga Pana (5 км)

### Велосипедні траси в Польщі

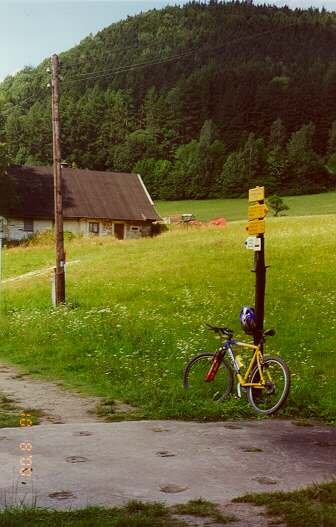
Прикордонний перехід Маховська Лхота — Остра Гура

- Траса Szczeliniec проходить по всій території Національного Парку Столових Гір, утворює петлю 24 км. Маршрут траси: Карлув — Пастерка — Дорога над урвищем — Скельні Гриби — Баторув — Карлув.

## Скелелазіння
Терени Столових Гір є чудовими місцями для занять скелелазінням. Вперше досліджувати гори почали німецькі скелелази близько 1910 року і продовжили вони цим займатися до II світової війни. Група скелелазів саксонського клубу альпіністів, покорила усі окремо стоячі скелі на території Щєлінця Великого і Малого і більшу частину скель Нарожніка, Скельних Грибів, Радковських скель i Старого Біваку.

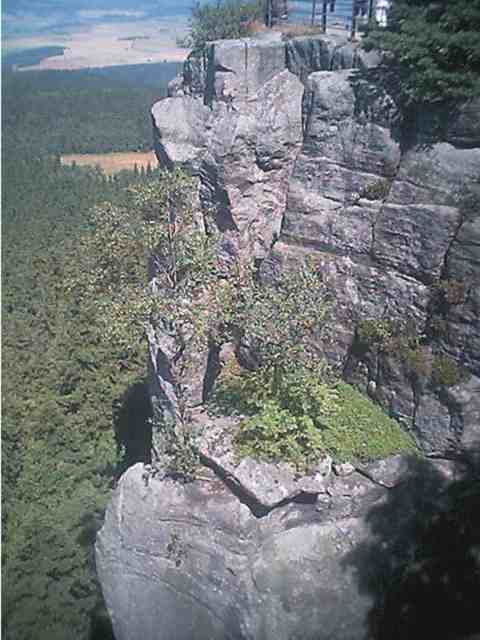
Північна стіна Щєлінця Вкликого.

Після 2 світової війни край на досить довгий час перестав відвідуватися скелелазами, оскільки німецькі громадяни НДР не могли приїхати, а польські скелелази на мали, ще традиції скелелазіння на пісковиках.
Польські скелелази — головне з лодзького альпіністського клубу також з дальношльонського альпіністського клубу почали знову займатися скелелазінням тут в 1980-х. Одним із натхненників освоєння польськими спортсменами цієї території був Ян Фіялковський з міста Лодзь, який випадково познайомився під час свого перебування в Саксонських скелях з Хорстом Дівоком (німцем який одного разу на початку 60-х бував в цих горах разом із невеликою групою німецьких альпіністів), і той подарував йому старого німецького путівника по скелелазні в Столових горах. Сам Хорст зміг знову почати сходження в цій місцевості тільки після падіння Берлінської стіни. Найбільш інтенсивне дослідження цього краю для скелелазіння відбулося в першій половині 90-років.
Серед польських підкорювачів скель велика частина площі Столових гір називається Хейшовіна. З 1997 року взбирання на скелі Щєлінца великого є обмеженим накладеними керівництвом національного парку Столових гір. В наш час заборонено підніматися на окремо стоячі скелі, на вершину масиву Щелінець, і дозволяється лише підняття на нижні скель масиву. Однак навіть доступ до нижніх скель обмежений 150 вилазками на рік. Більше того дозволяється збиратися тільки в районах: Скельні стовпи, Радковські скелі, Нарожнік, Копа Смерті, Старий Бівак.
Щоб мати право взбиратися по чеській стороні, той хто бажає це зробити повинен бути членом спортивного клубу, що входить до складу UIAA, підніматися можна лише у відведених для цього місцях, оскільки в деяких місцях це робити є небезпечно та заборонено. До найвідоміших місцин, які придатні для скелелазіння та які знаходяться на чеській території відносяться Брумовські стіни, Адрашсько-тепліцькі скелі i пагорб Осташа.
У всьому районі на яких розташовані скелі, як і на чеській, так і на польській стороні заборонено використовувати альпінійські металеву страховку, (замість цього використовуються вузли), а також заборонено підніматися на мокрій скелі. Обидві заборони виникають з факту, що пісковик є занадто крихкою породою, на якій
механічна міцність значно падає, коли гірська порода насичена вологою..

## Бігові лижі
В польській частині гір зимою можна відвідати три траси для бігових лиж. Слід пам'ятати, що іноді внаслідок снігових умов курс цих маршрутів змінюється.
- Карлув — Лонкі Пастерські — Пастерка — Карлув (12 км)
- Карлув — Празькі Тракт — Збуй (поруч із Великим Баторовським торфовищем) — Карлув (7,4 км)
- Баторувек — Круглий трактат– на перехресті з Великим Баторовським торфовищем — Празькі Тракт –Кшива Дрога — Баторувек (9 км, перетинається з маршрутом із червоною позначкою).

## Масиви та їх найвищі точки
- Власне Столові гори

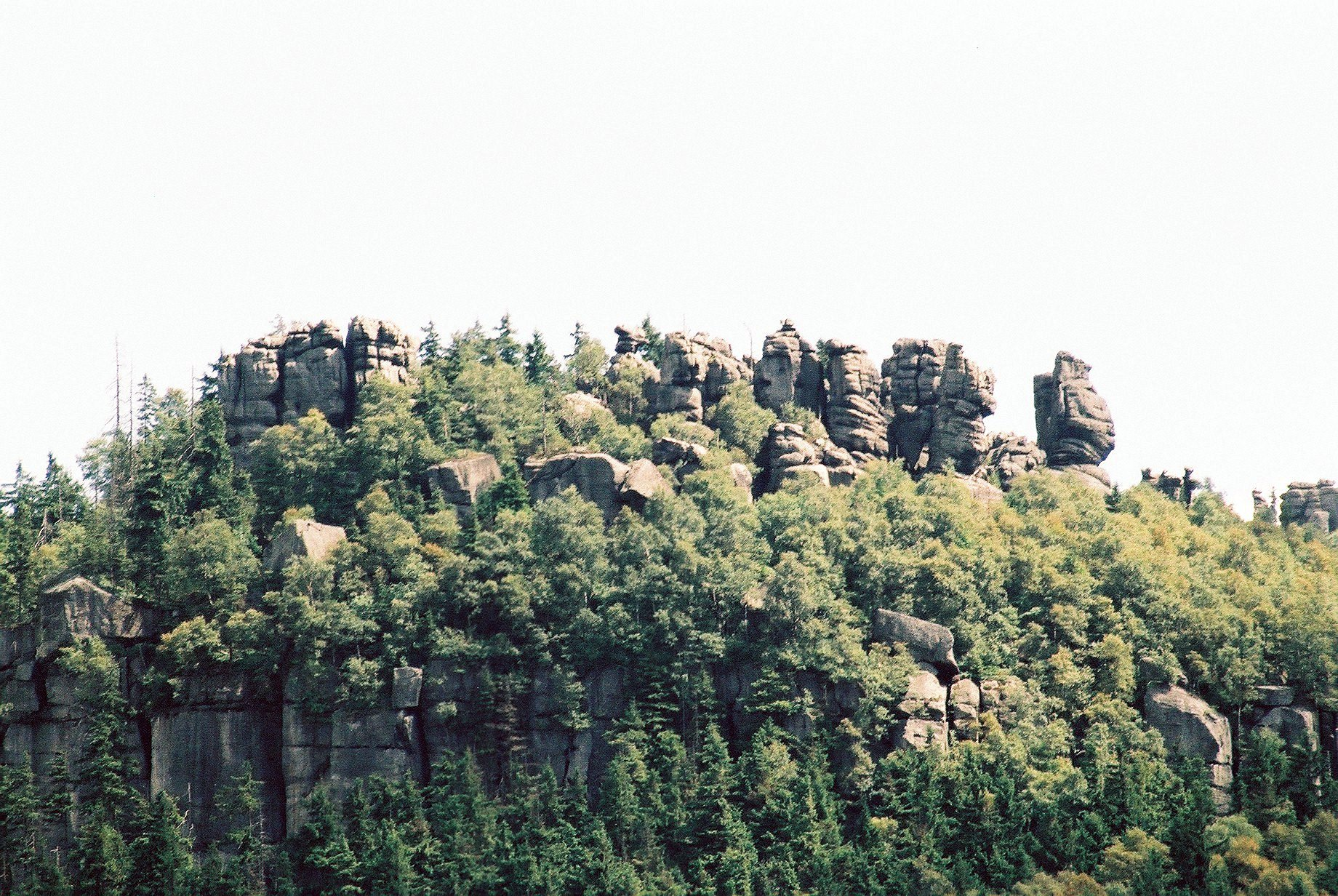
Скельні утворення на краю корони Щелінець-Малий

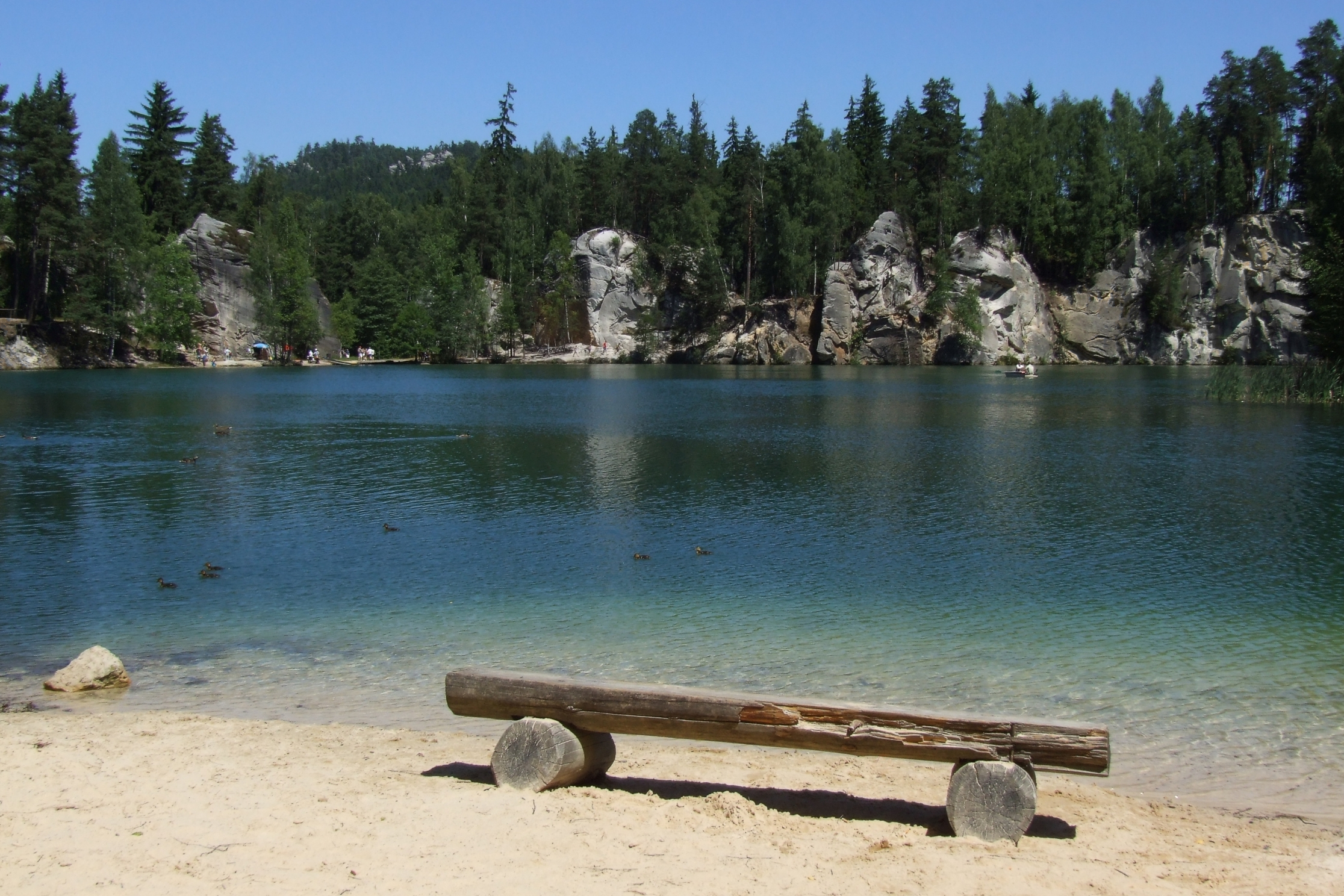
Адршпашські скелі,
озеро у колишньому кар'єрі

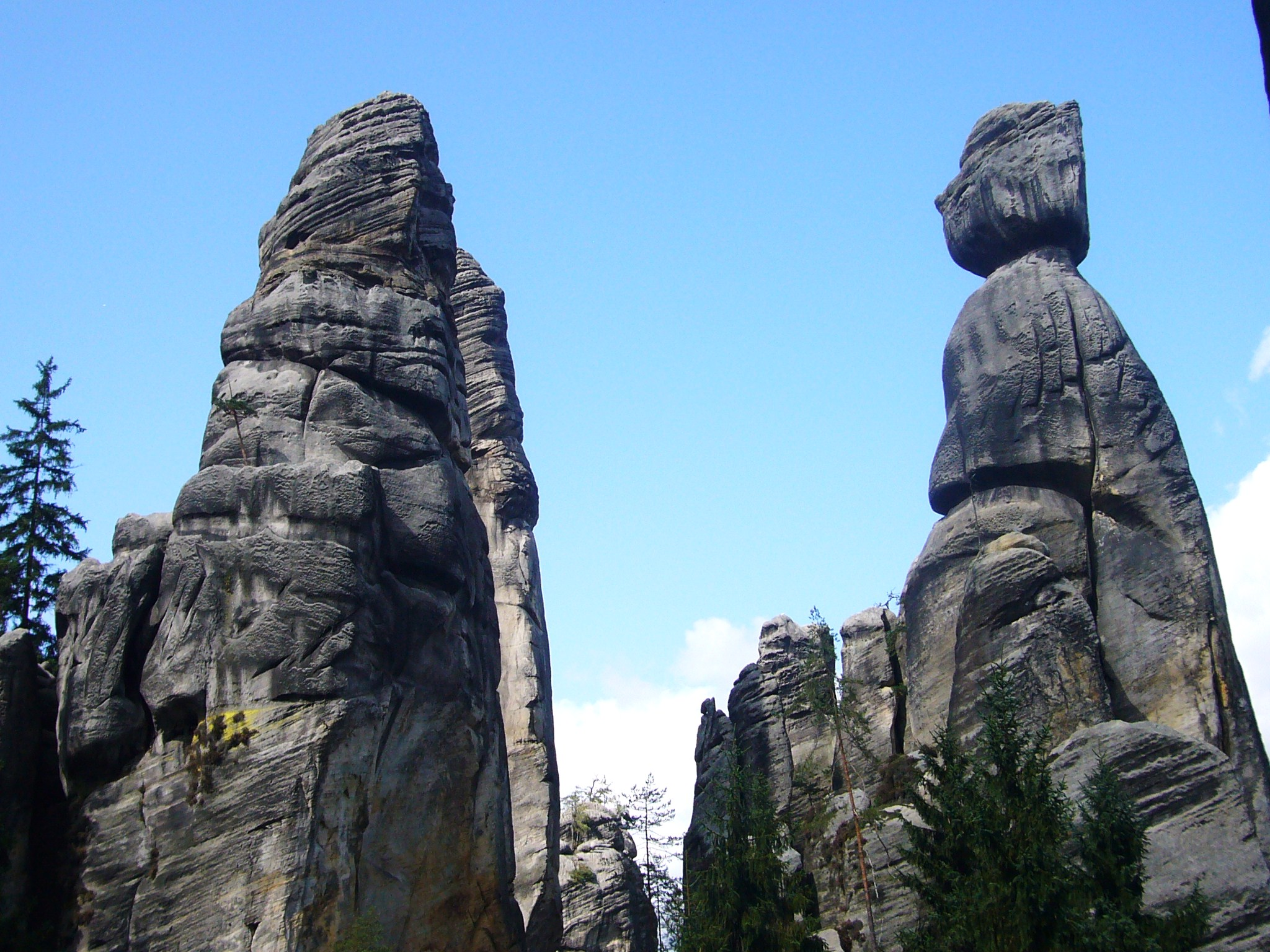
Адршпашсько-Теплицькі скелі,
вершинни староста та дружина старости

- Щелінєць Великий 919 метрів над рівнем моря
- Скальняк 915 метрів над рівнем моря
- Нарожнік 849 метрів над рівнем моря
- Копа Смерті 830 метрів над рівнем моря
- Брумовські Стіни (Божановський вис 783 метрів над рівнем моря
- Адршпашсько-Теплицькі скелі, Чап 785 метрів над рівнем моря
- Пагорб осташа 700 метрів над рівнем моря
- Завури, Ріг 712 метрів над рівнем моря

## Флора

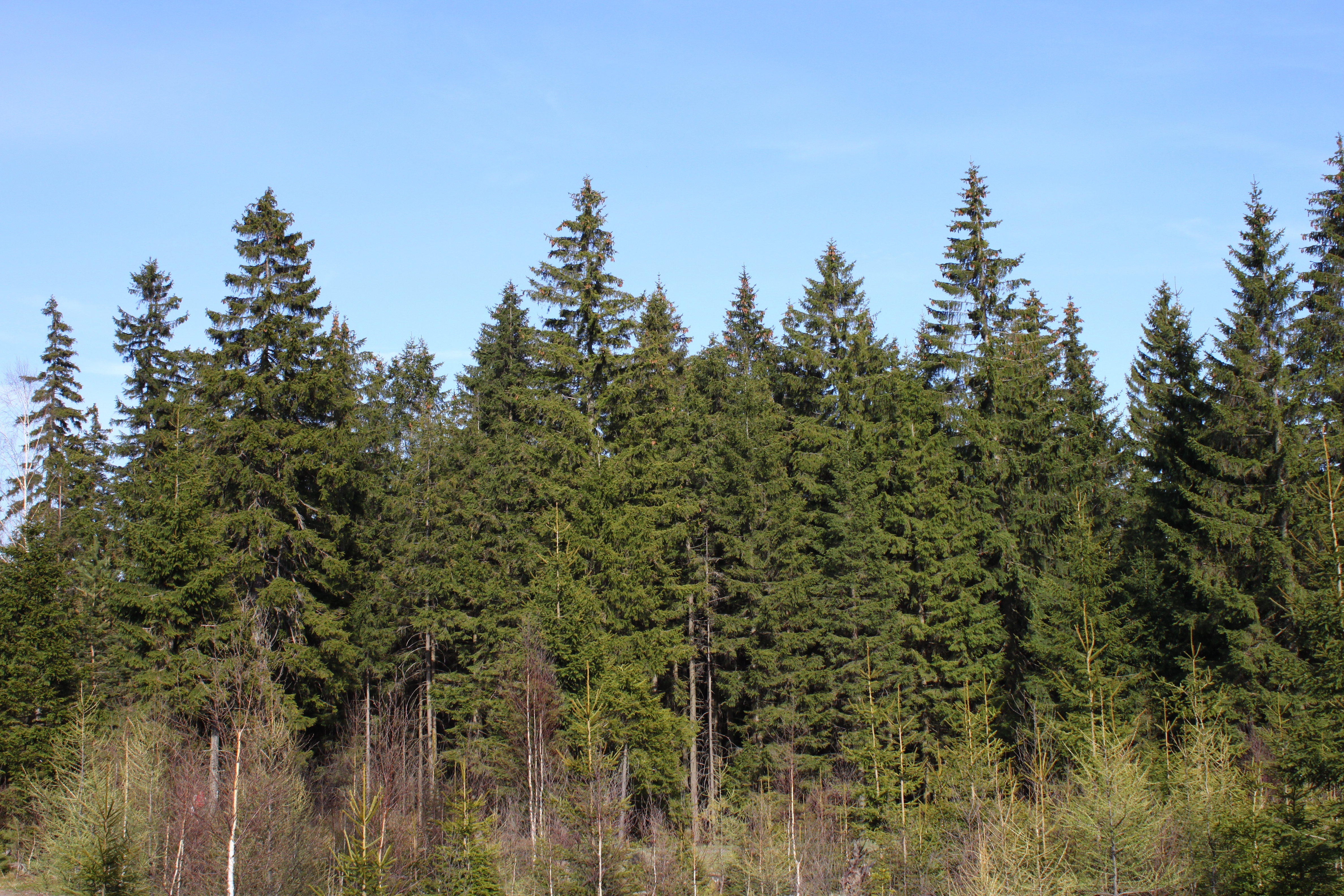
Ялинові насадження Столових гір

### Ліс
В Лісах Столових гір домінують посаджен та культивовані багатьма поколінь людей смерекові монокультури, що замінили раніше вирубані листяні та змішані ліси та тугайні ліси. Найменше залишилося тугайних лісів. Листяні ліси збереглися лише на невеликих ділянках у важкодоступній місцевості.
Протягом багатьох років відбувається відновлення ялинових лісів, завдяки штучному насадженню дерев цього виду. Висаджують переважно буки, ялини та клени. Тільки в районі самого національного парку Столових гір, було насаджено приблизно 3000 гектарів.

### Луки

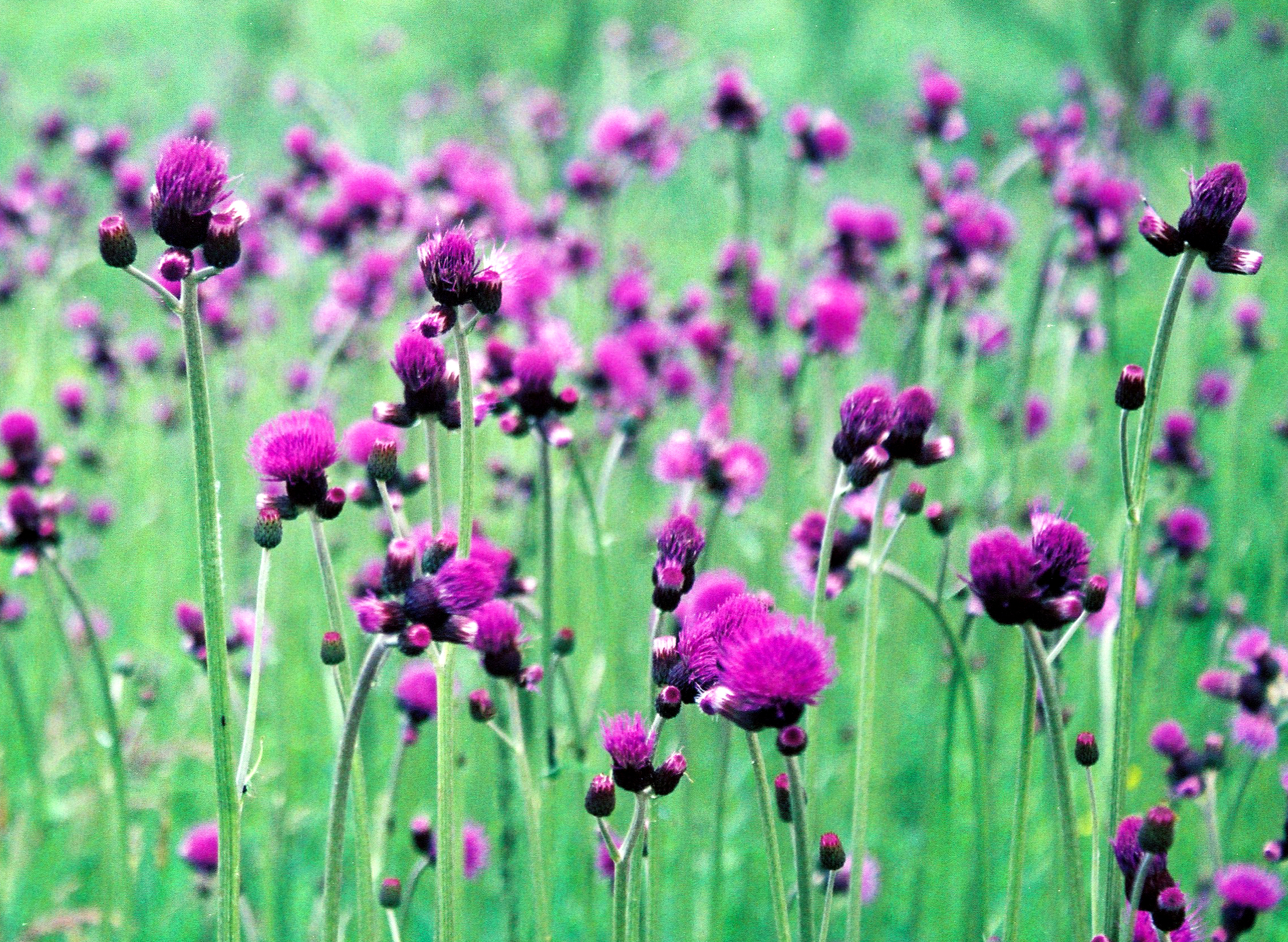
Cirsietum rivularis

На луках Столових гір проростає Купальниця європейська Trollius europaeus, яку вважають символом клодзької землі, тут рослину називають клодзькою трояндою' (нім. Glatzer Rose). Цікавим фактом є також що росте тут і навколо Скель Ленжицьких лугова розторопша Cirsietum rivularis, зокрема її часто можна зустріти біля міст Карлув і Пастеркі.

### Наскельна рослинність

#### Рослині, які люблять тінь
В Столових Горах в тінистих і вологих щілинах гірських порід проживає багато тіньолюбних рослин. Особливо багатою є флора спорових рослин, вони особливо добре ростуть в регіонах Рогової Копи і Щелінця Великого, де знаходиться єдина в Центральній Європі площа природнього проростання печіночників. По всій території гірського хребту проростає безліч мохів та печіночників ендемічних видів і реліктових видів.

### Рослини під охороною

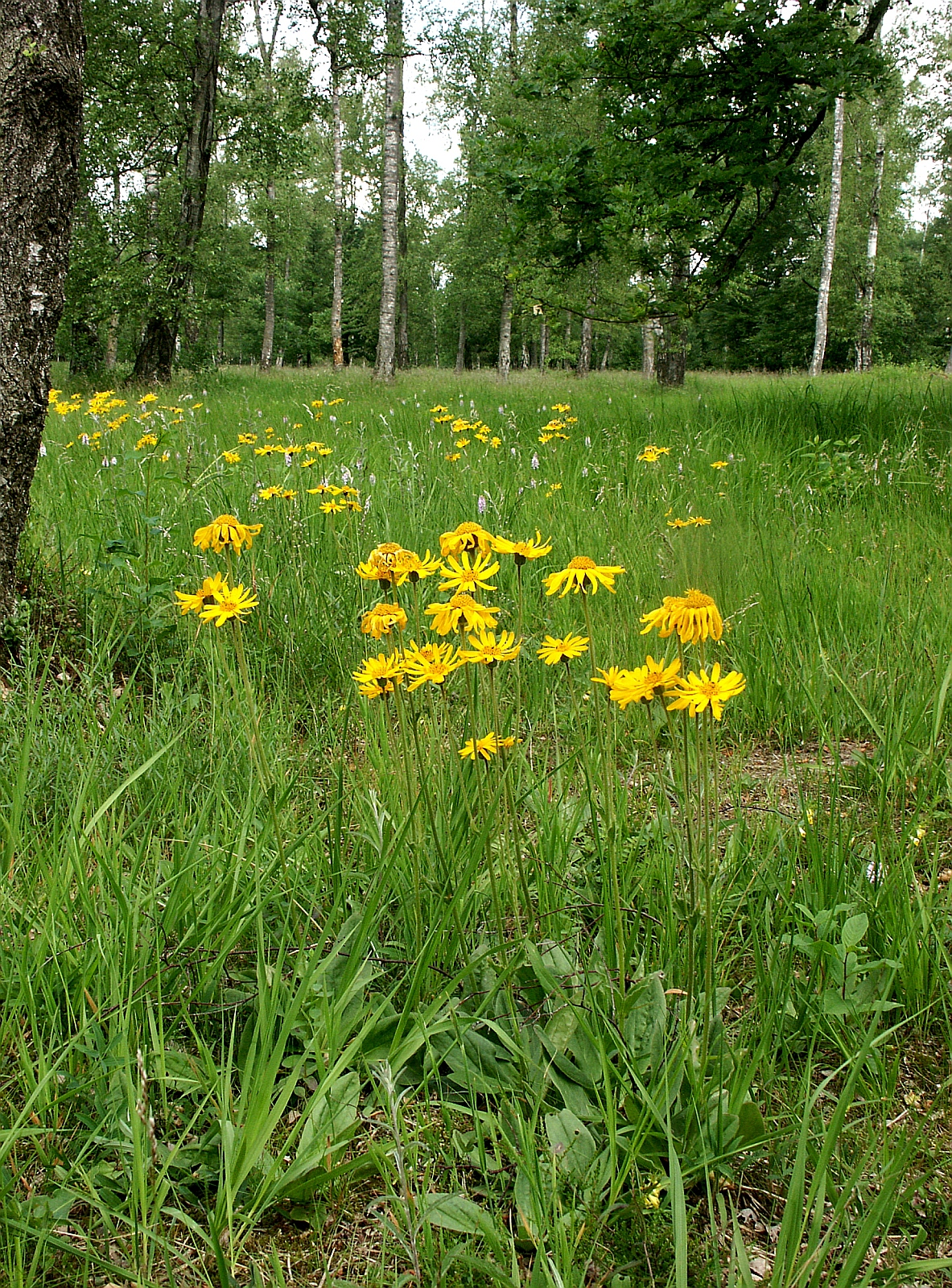
Арніка гірська

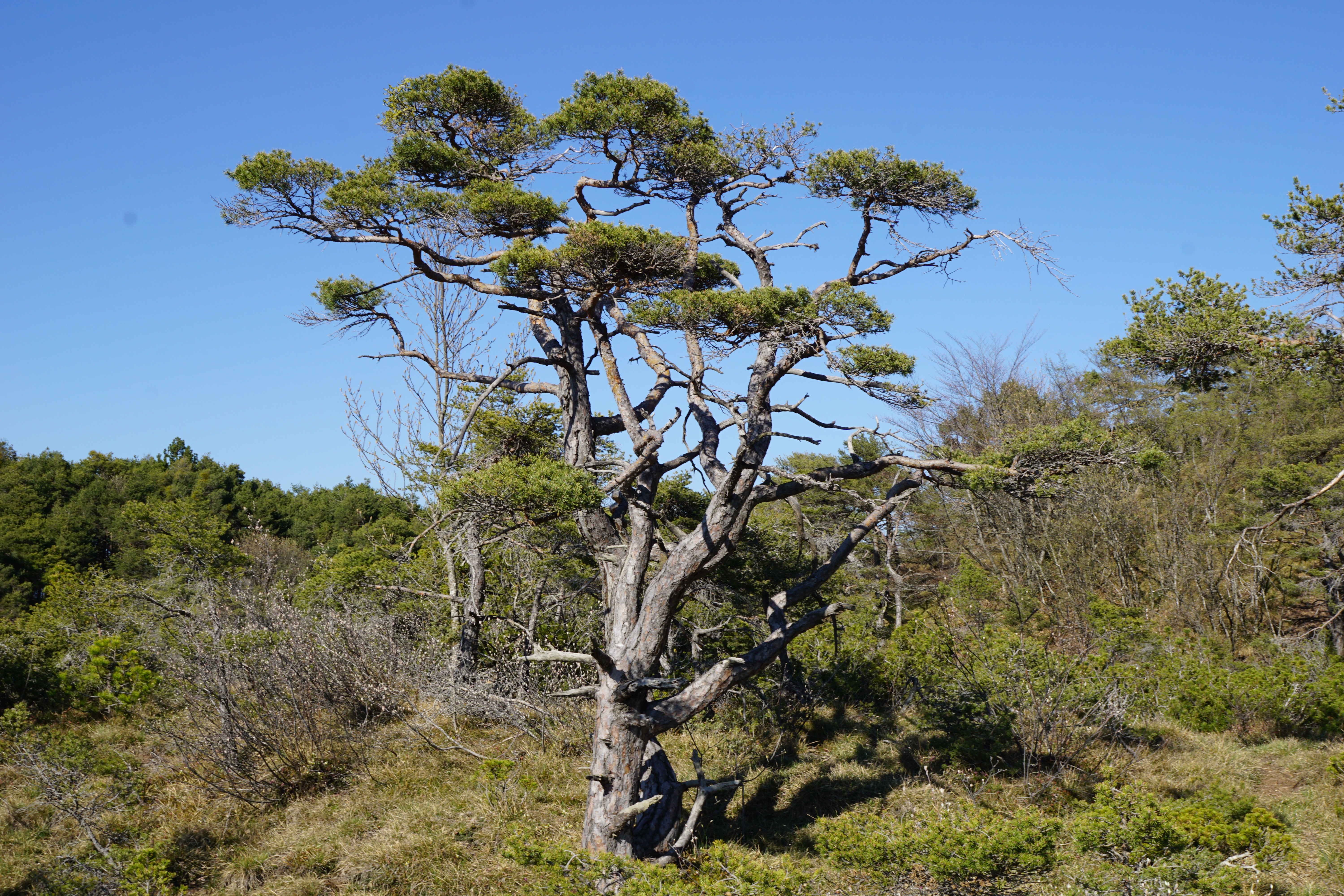
Pinus rhaetica

Багато з рослин, які ростуть в національному парку перебувають під охороною серед них: арніка гірська, барвінок малий, тис ягідний, дев'ятисил безстеблий, тирличка війчаста, лілія лісова, таволжник звичайний, підсніжник звичайний, білоцвіт весняний, росичка круглолиста, зозулинець чоловічий, зозульки бузинові, зозульки Фукса, зозульки травневі, баранець звичайний, плавун булавоподібний, вовчі ягоди звичайні, Pinus rhaetica. Окрім Pinus rhaetica ростуть тут рослини, типові для більшості хребтів Судетів.

## Фауна
Олень, кабан, козуля, червона лисиця, білка (чорний і червоний види) та дрібні гризуни поширені у широких компактних лісових комплексах Національного парку Столових гір. Складно побачити — в основному через нічний спосіб життя — тих, хто належить до куниць: європейський борсук, куниця, тхір, ласка та горностай. З комахоїдних ссавців їжак звичайний, а рідкісна бурозубка мала та альпійська бурозубка, характерна для гірських районів. У характерному для Столових гір середовищі в тріщинах та щілинах пісковикових скель живуть кажани. Цінним елементом фауни ссавців є дрібні нічні білкоподібні тварини, що мешкають в основному у широтах листяних та змішаних лісів: ліскулька, дуже рідкісна соня та лісова соня. На польсько-чеському кордоні мешкає муфлон — вид гірських овець, завезених з Корсики та який акліматизувався у Судетах.

## Охорона навколишнього середовища

Емблема парку

Частина Столових гір загальною площею 63 км², які лежать на польській стороні повністю знаходяться під контролем національного парку столових гір (PNGS), який було створено 16 вересня 1993 року на базі Ландшафтного парку Столові гори (створеного 1981 року). На території парку знаходяться три природні резервації: відкриті для туристів «Шелінєць Великий» i «Бліді Скелі» і торф'яно-болотний заповідник Велике Баторовське торфовище, також планується створити ще декілька природних резервів: Скелі Ленжицькі, Над Посною, Пастерська гора i Рогова Копа.
Колись давно в районі Боровини (село неподалік Поляниці-Здруй) тут був заповідник модринового дерева — деяким екземплярам було 200 років і які сягали 30 м у висоту. Ці дерева колись спеціально вирощувались та використовувалися для побудови щогл кораблів. В січні 1955 дерева було зруйновано бурею, а заповідник закрито.
Частина Столових гір, яка находиться на чеській стороні також знаходиться під охороною: вся їх територія відноситься до заповідної зони браумовського ландшафту і займає площу 410 км². Найціннішими районами цього заповіднику (найбільш охоронювані, так звана перша зона ) це три резервації Адршпашсько-Теплицькі скелі, територія на північ від міста Полиці-над-Метуї, і резерват дикої природи Бромівські стіни. Друга зона це здебільшого луки та пасовища, третя — орні землі, а четверта — площа довкола міст.

## Факти
Гірське пасмо неодноразово ставало об'єктом зйомки фільмів зокрема тут проводилися зйомки:
- Хроніки Нарнії: Принц Каспіан[3]
- Чарівник (телесеріал)

## Галерея

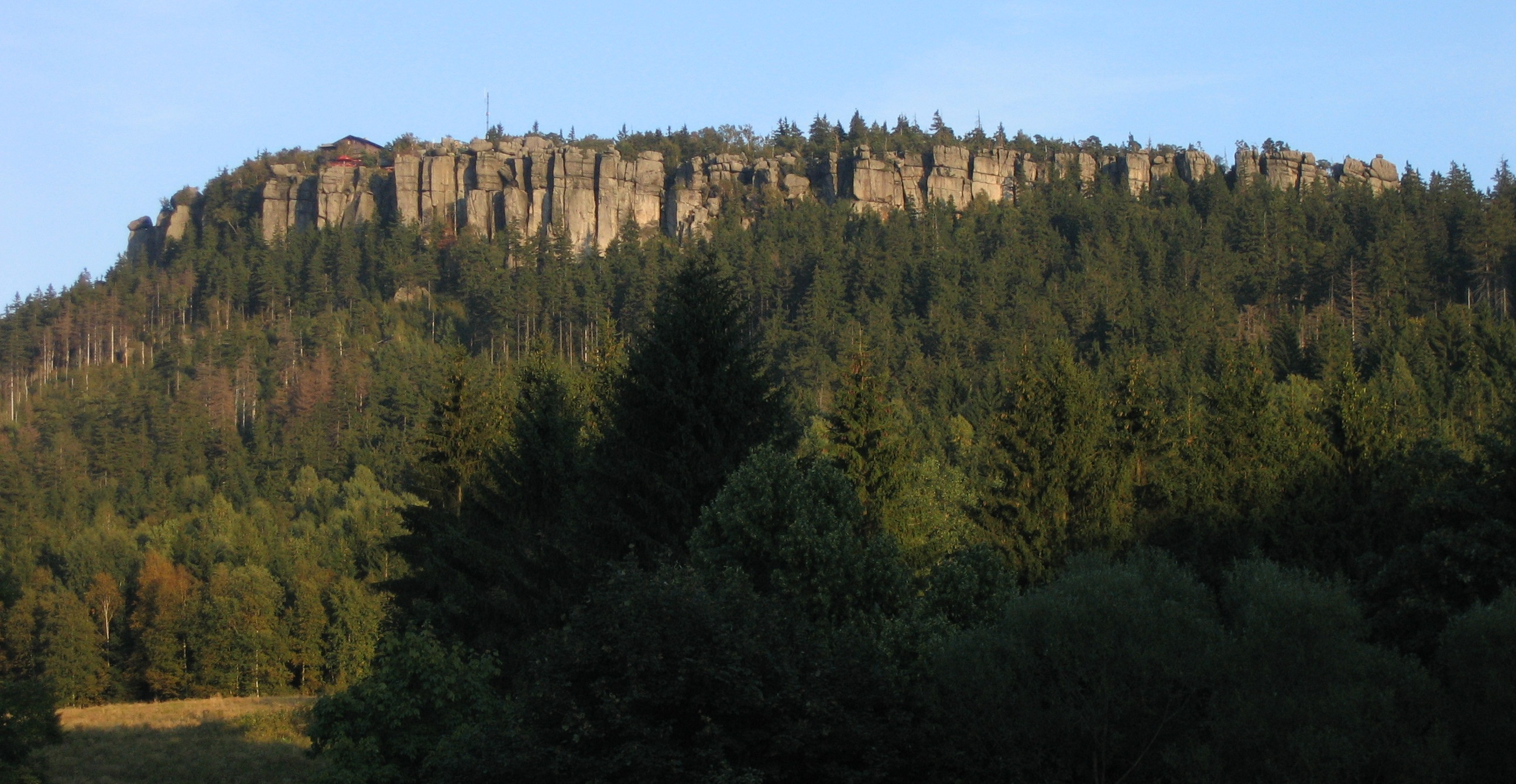
Великий Щілінєць вид з Чехії
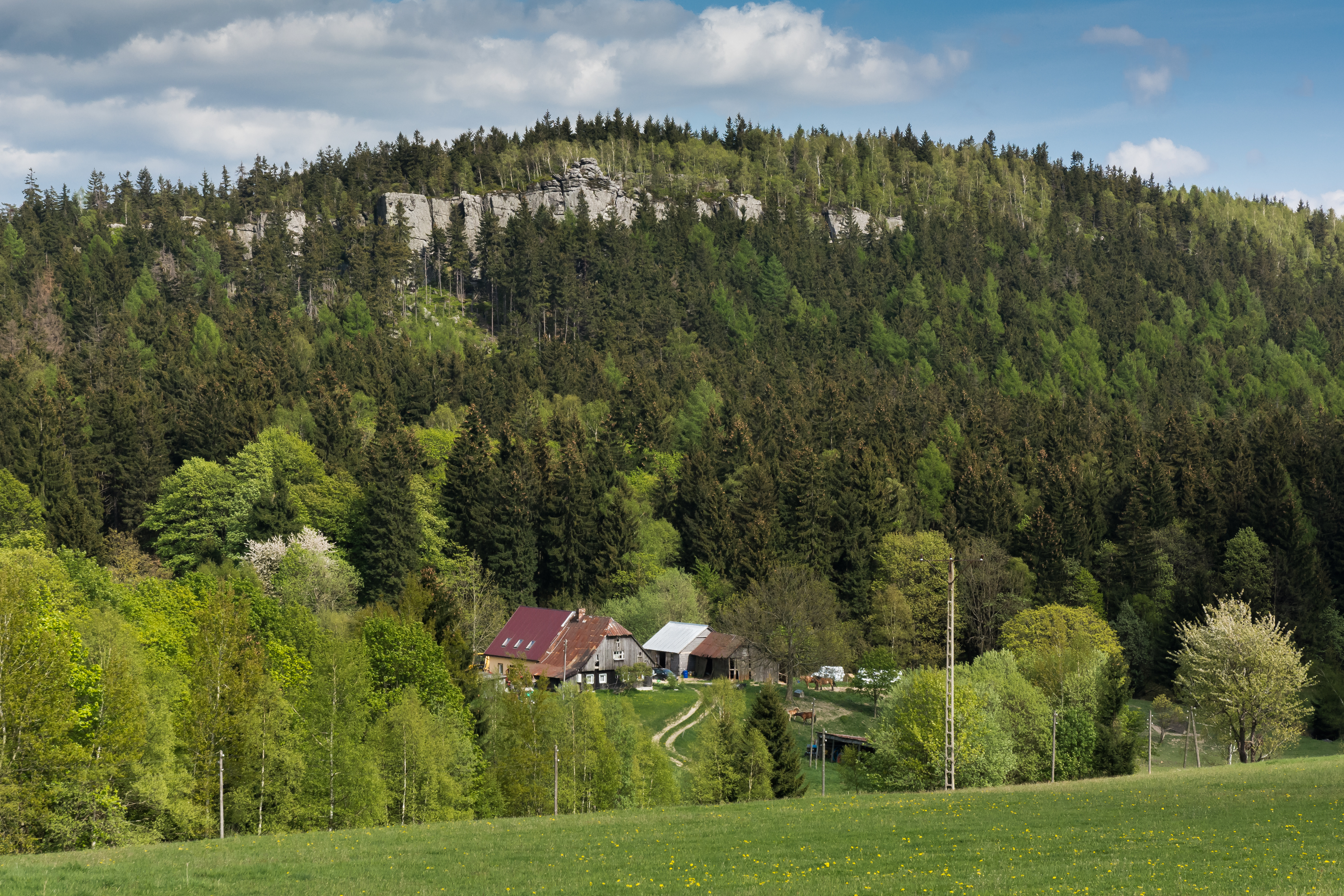
Ленжно- вид на Копу-Смєрті
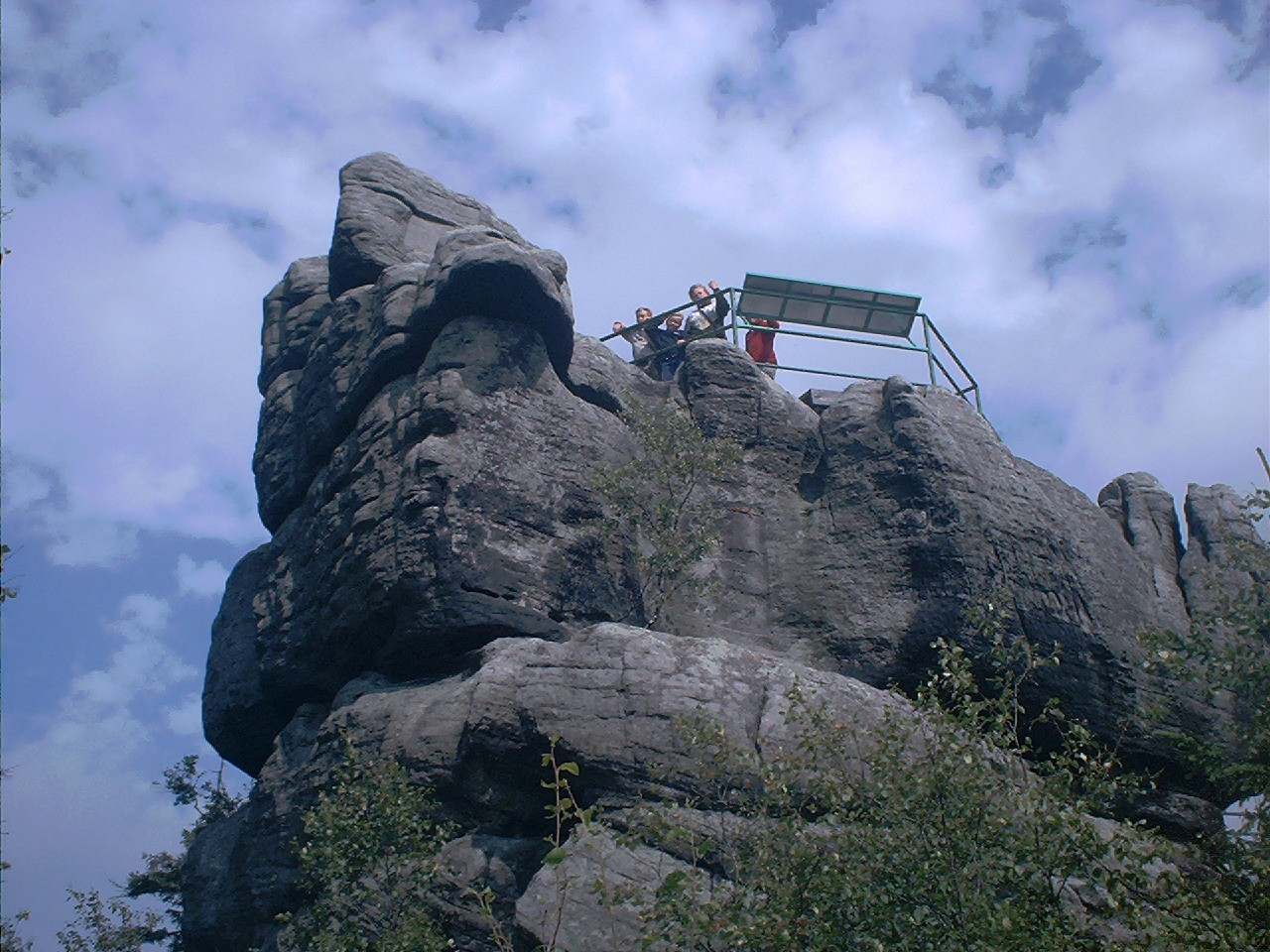
"Крісло Прадіда" вид з Щелінєць-Великий
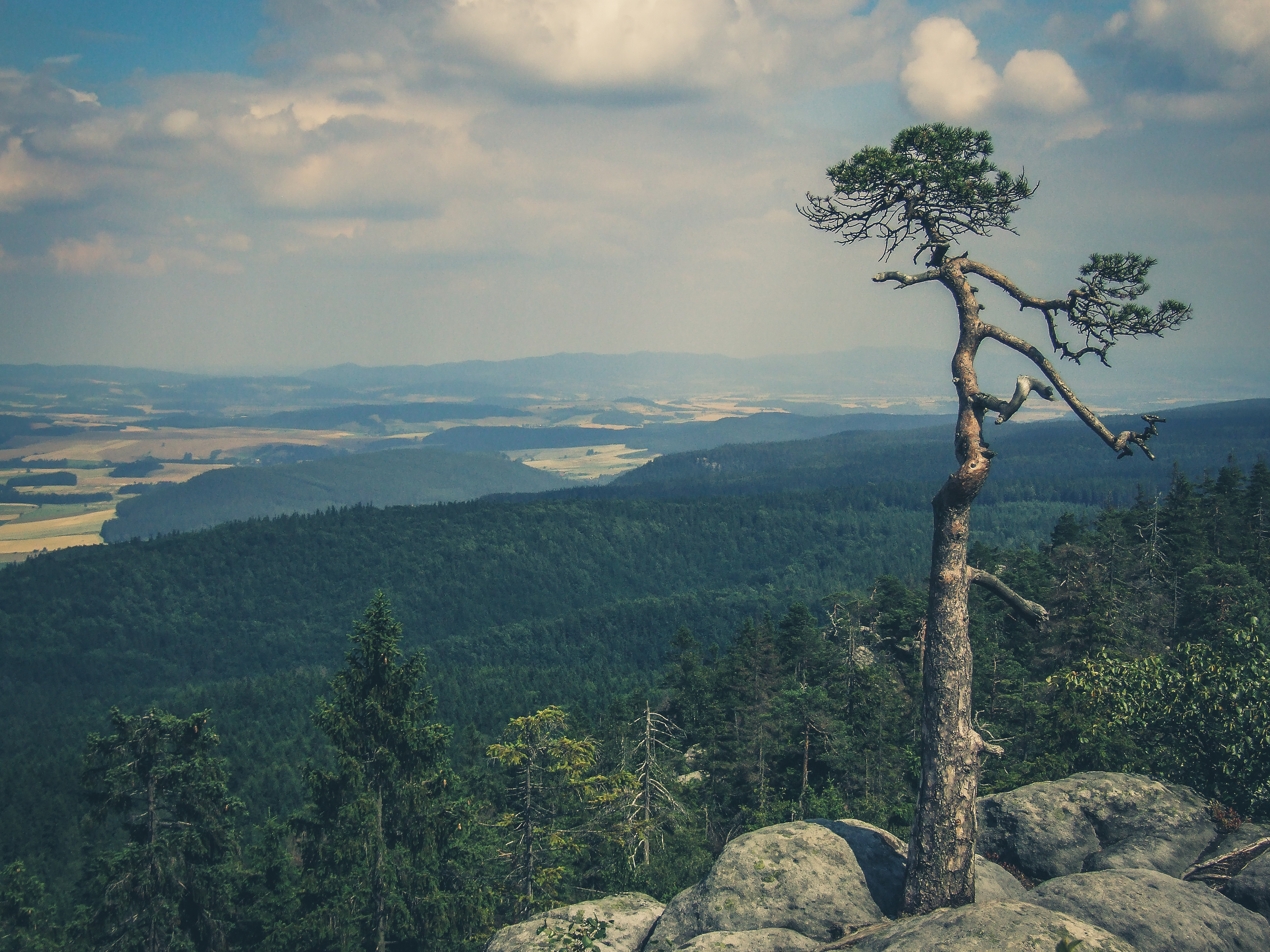
Судетські гори
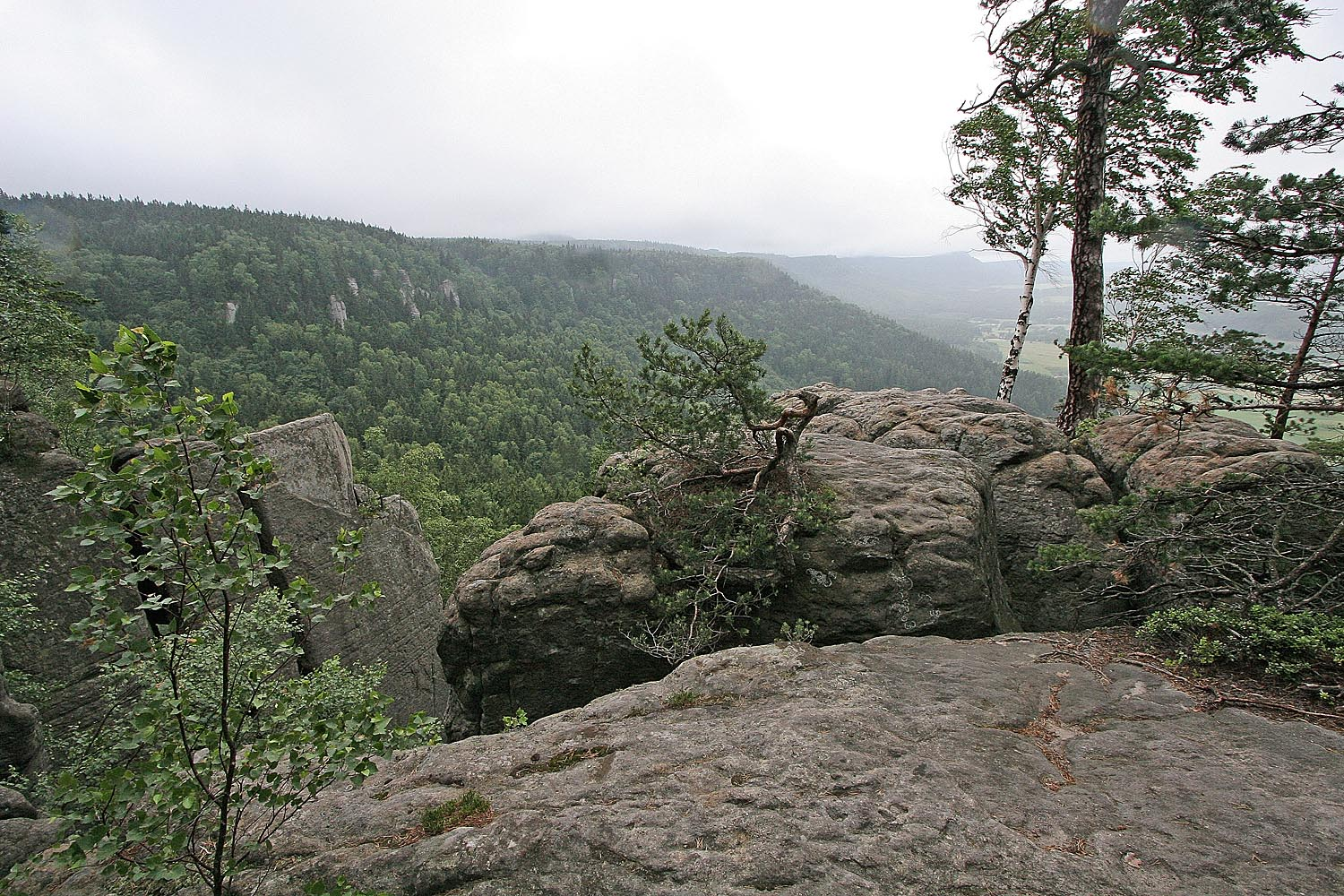
Радковські гори
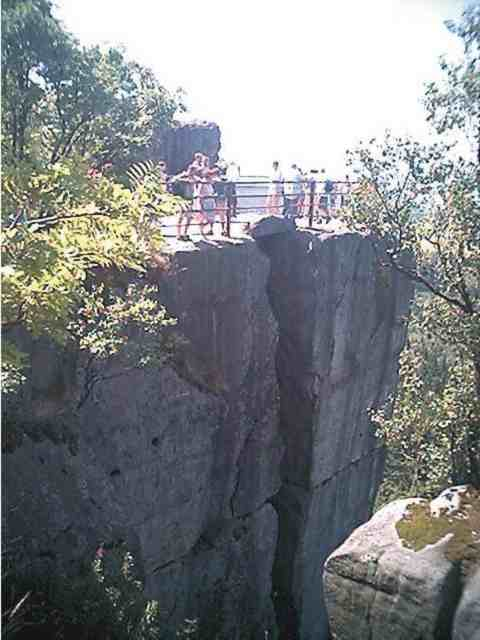
Вид із західної галереї на Щелінець Великий
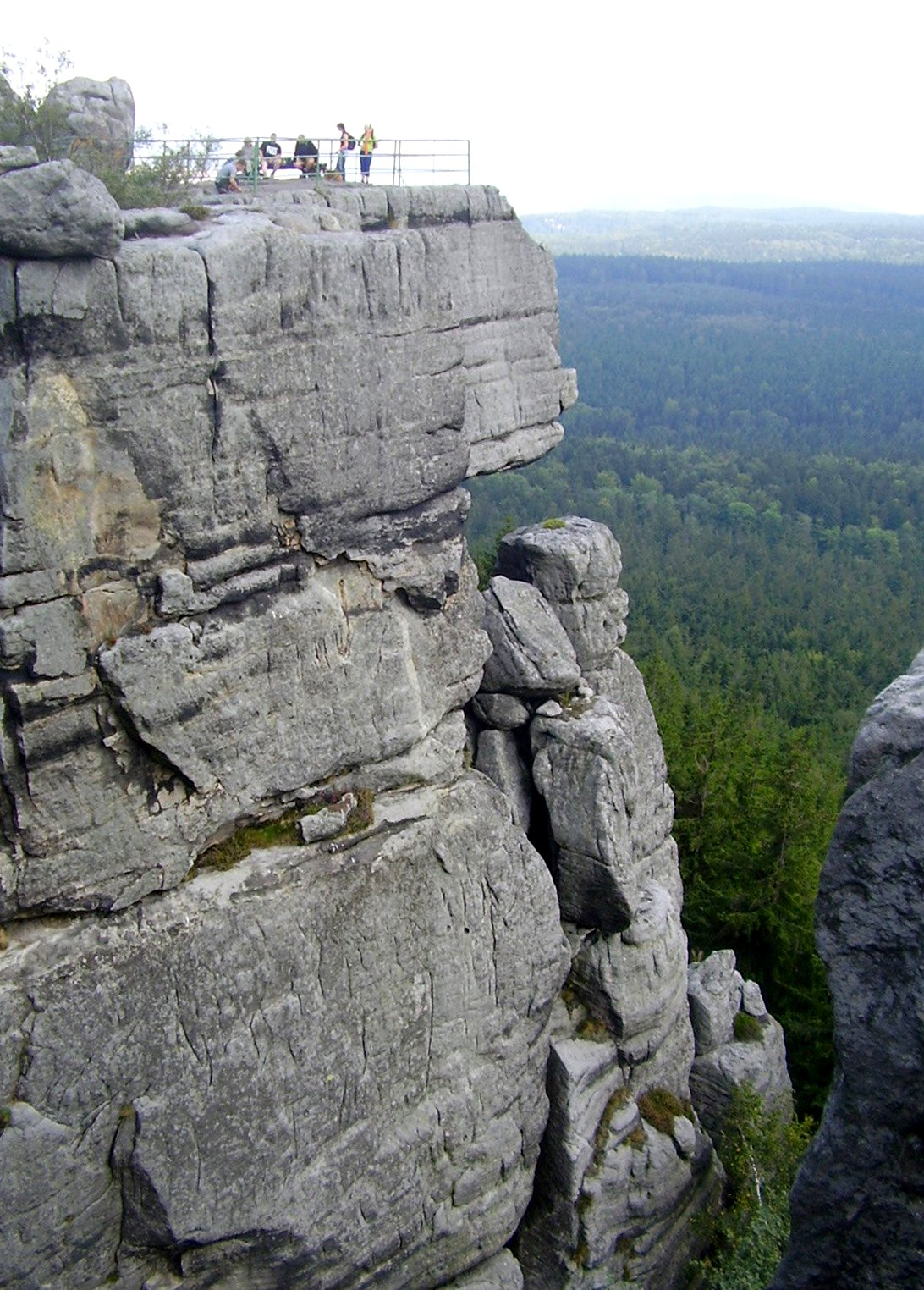
Щєлінєц Велький
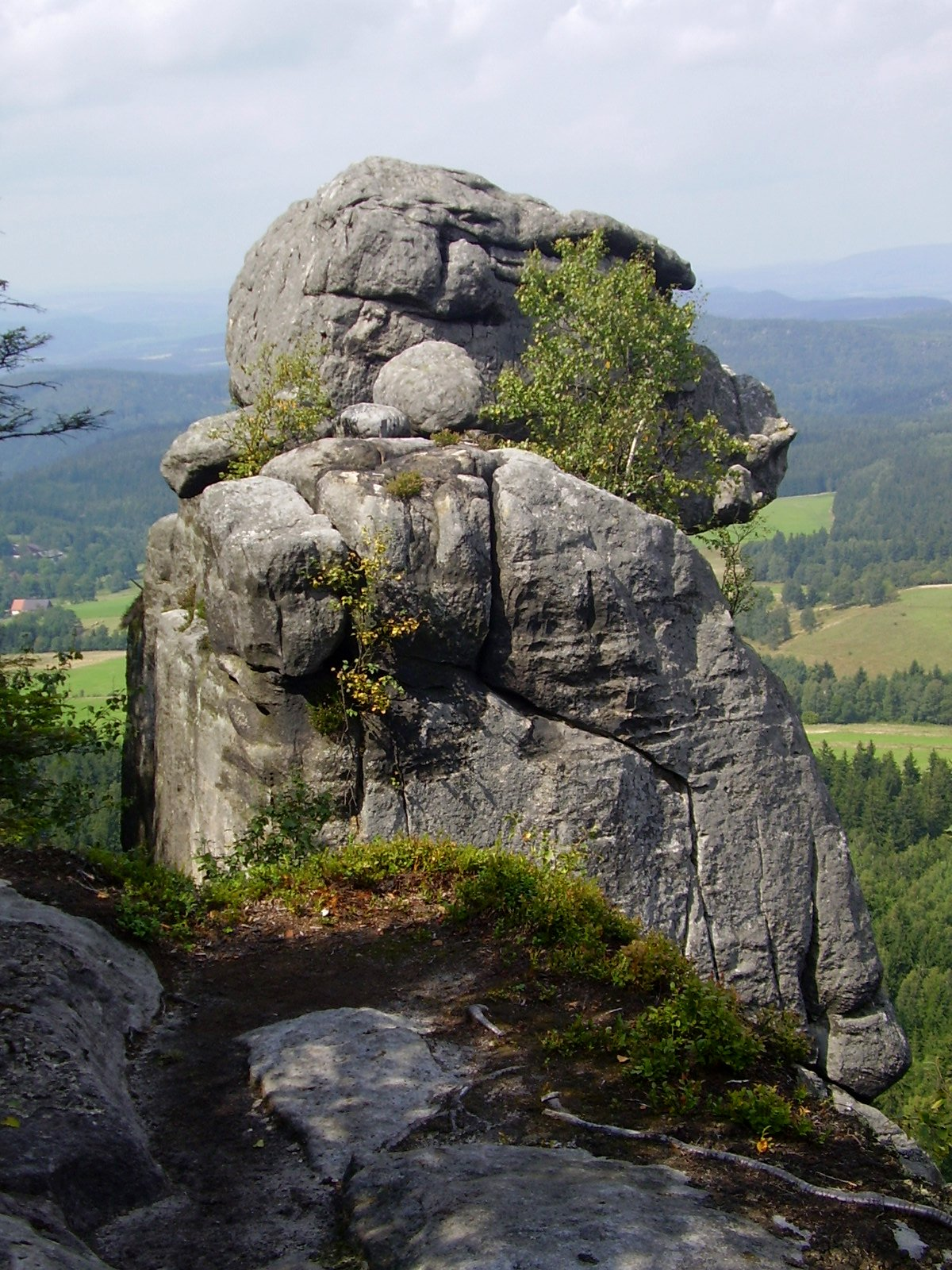
"Мавпа" на Щелінці Великому
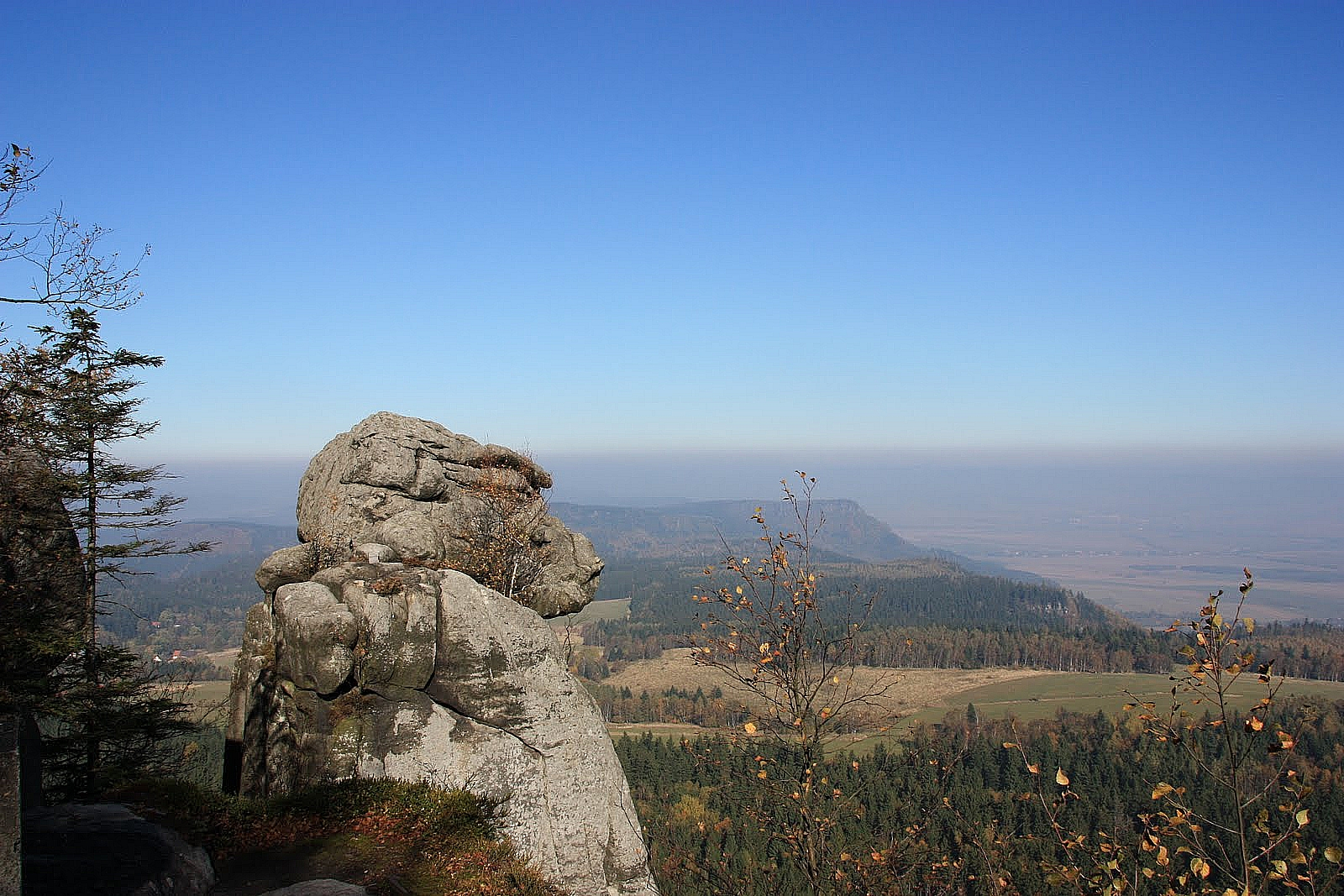
"Мавпа"
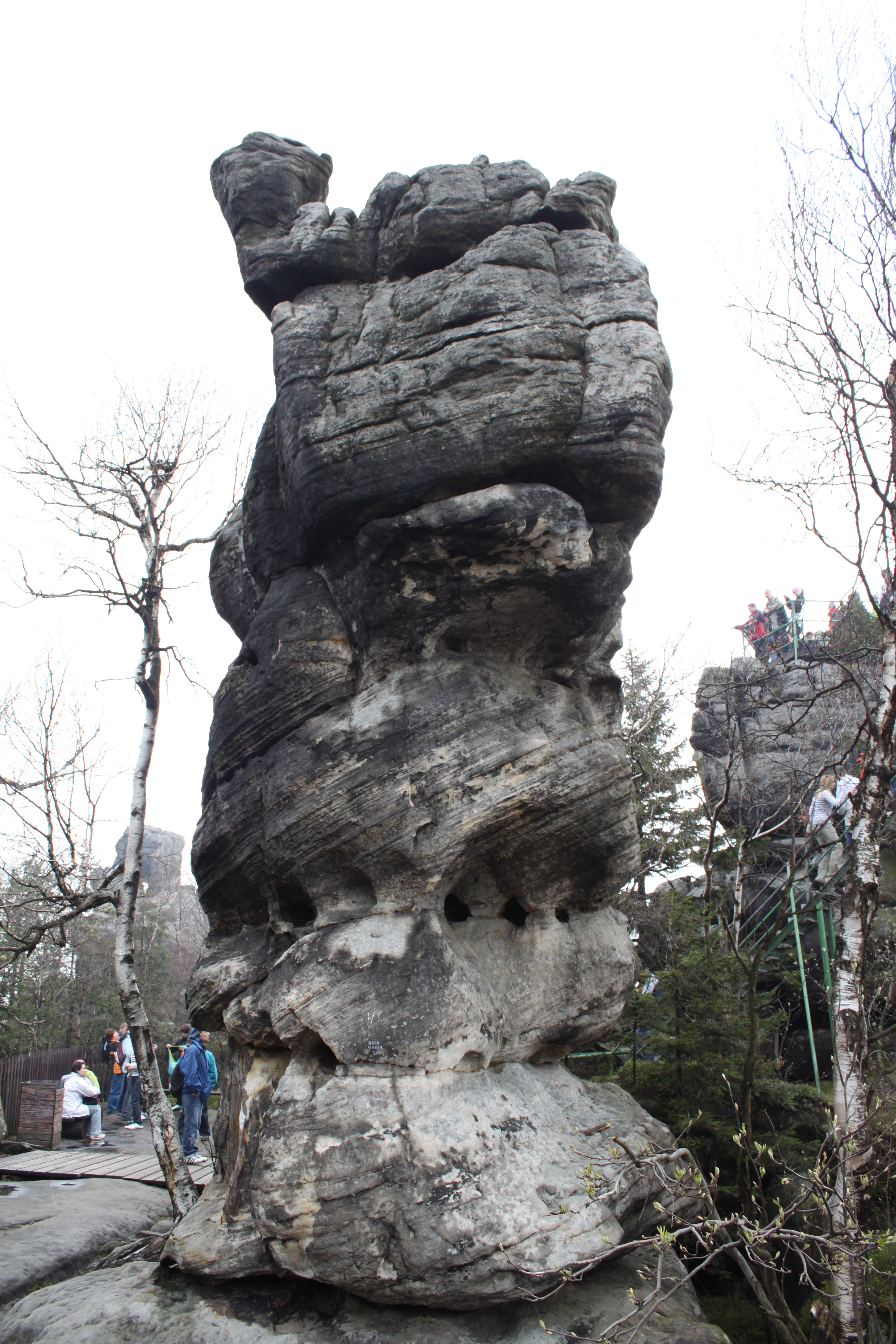
"Верблюжа Скеля" в Шєлінці Великому
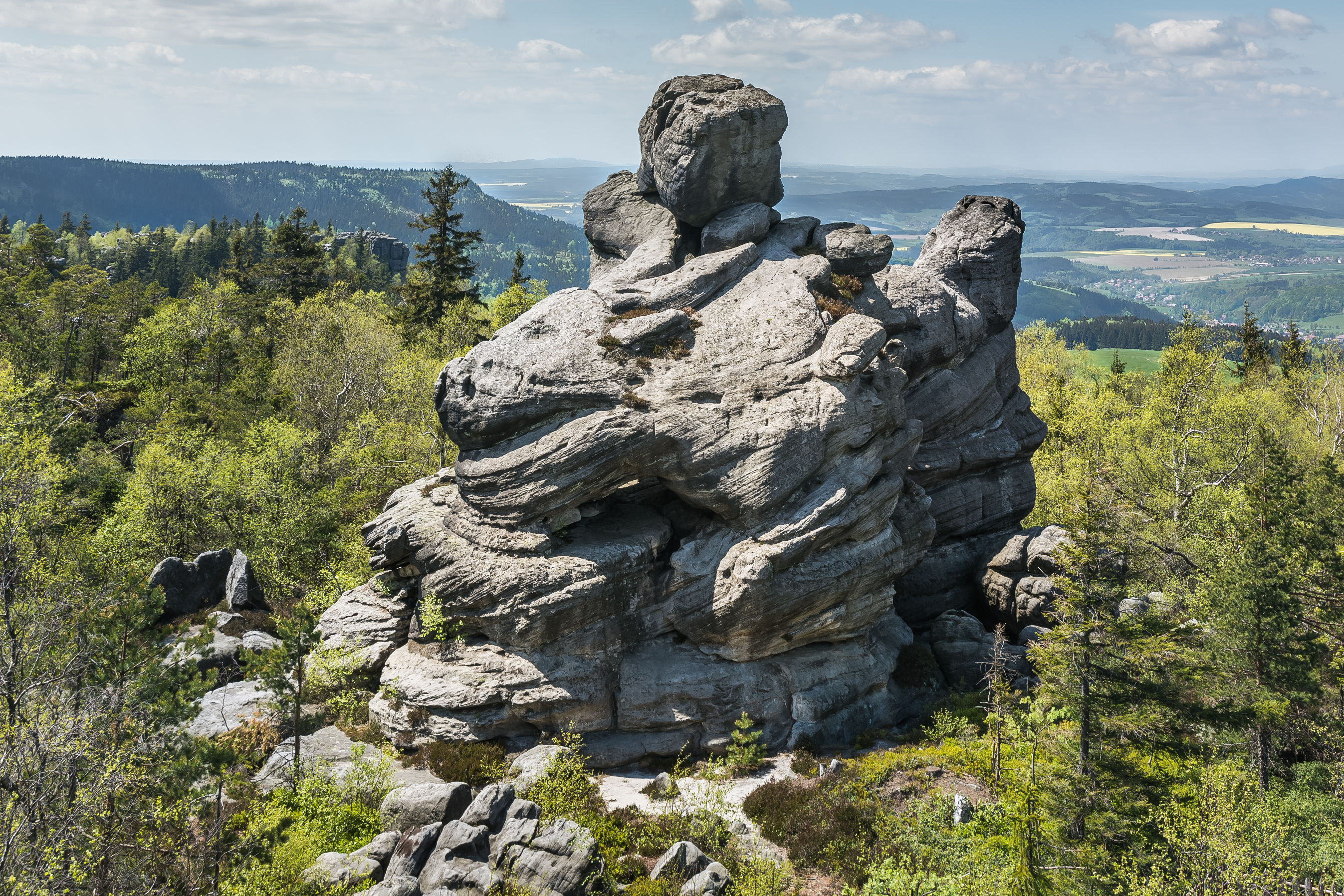
"Кінська голова"
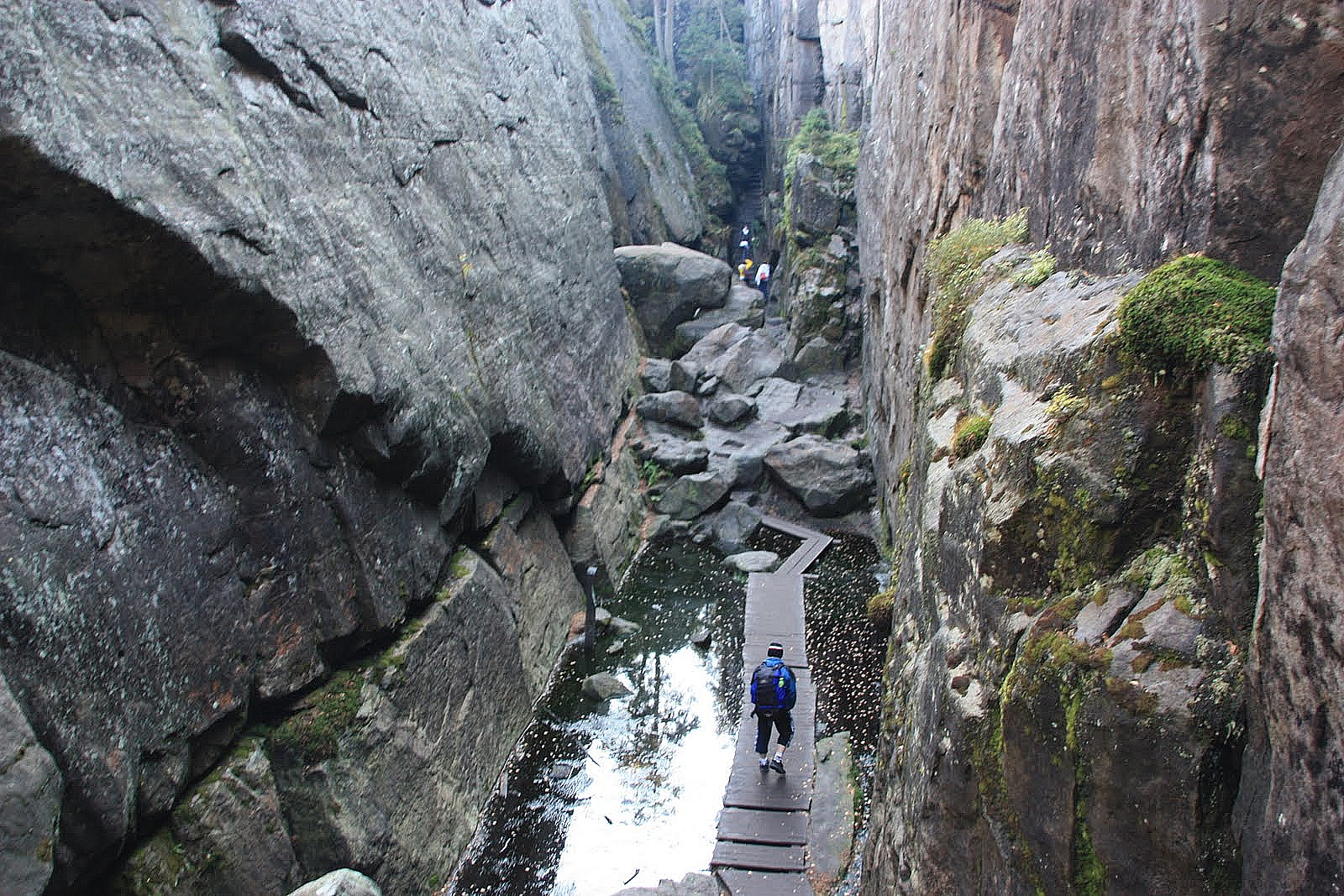
"Пекло"
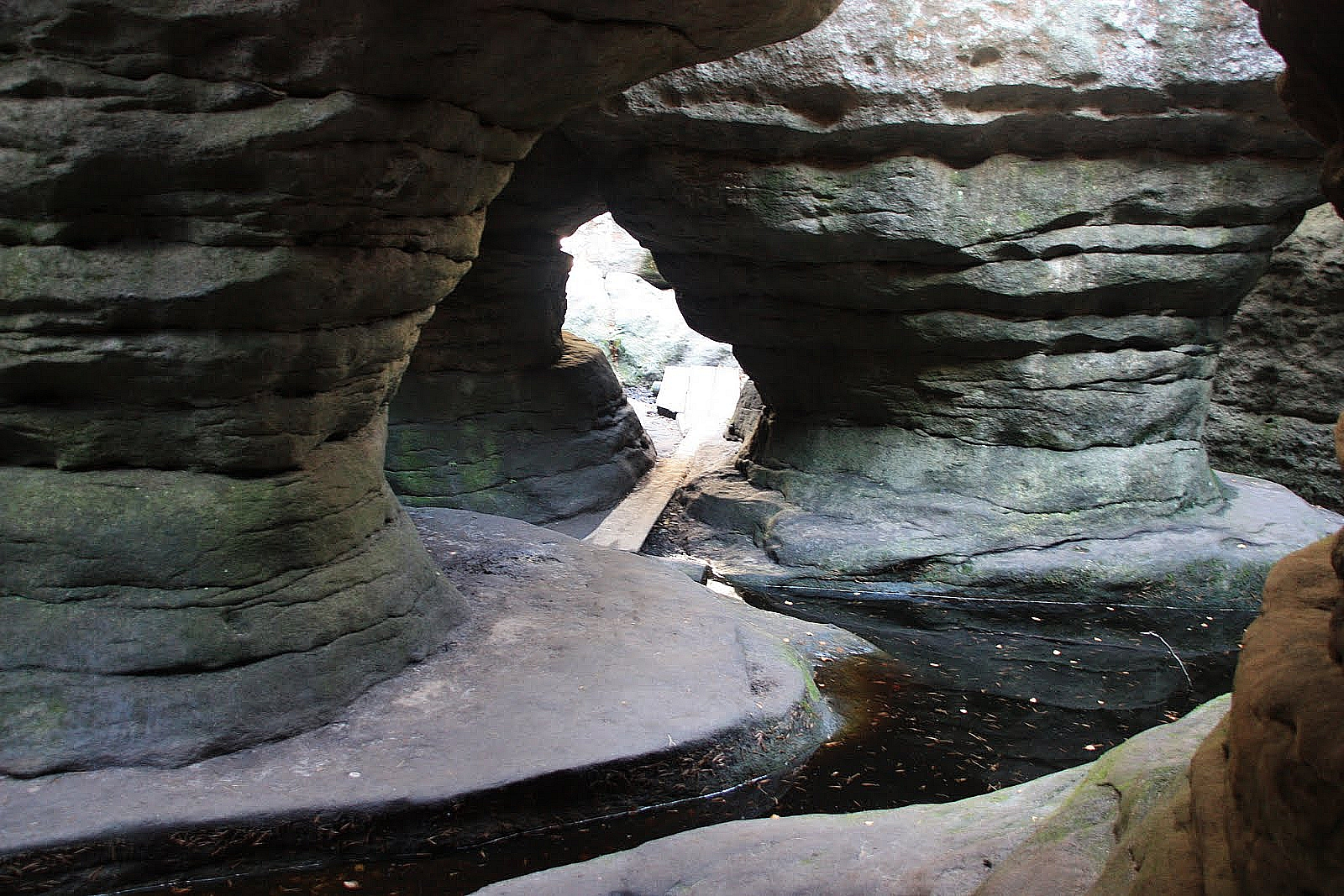
Бліді Скелі
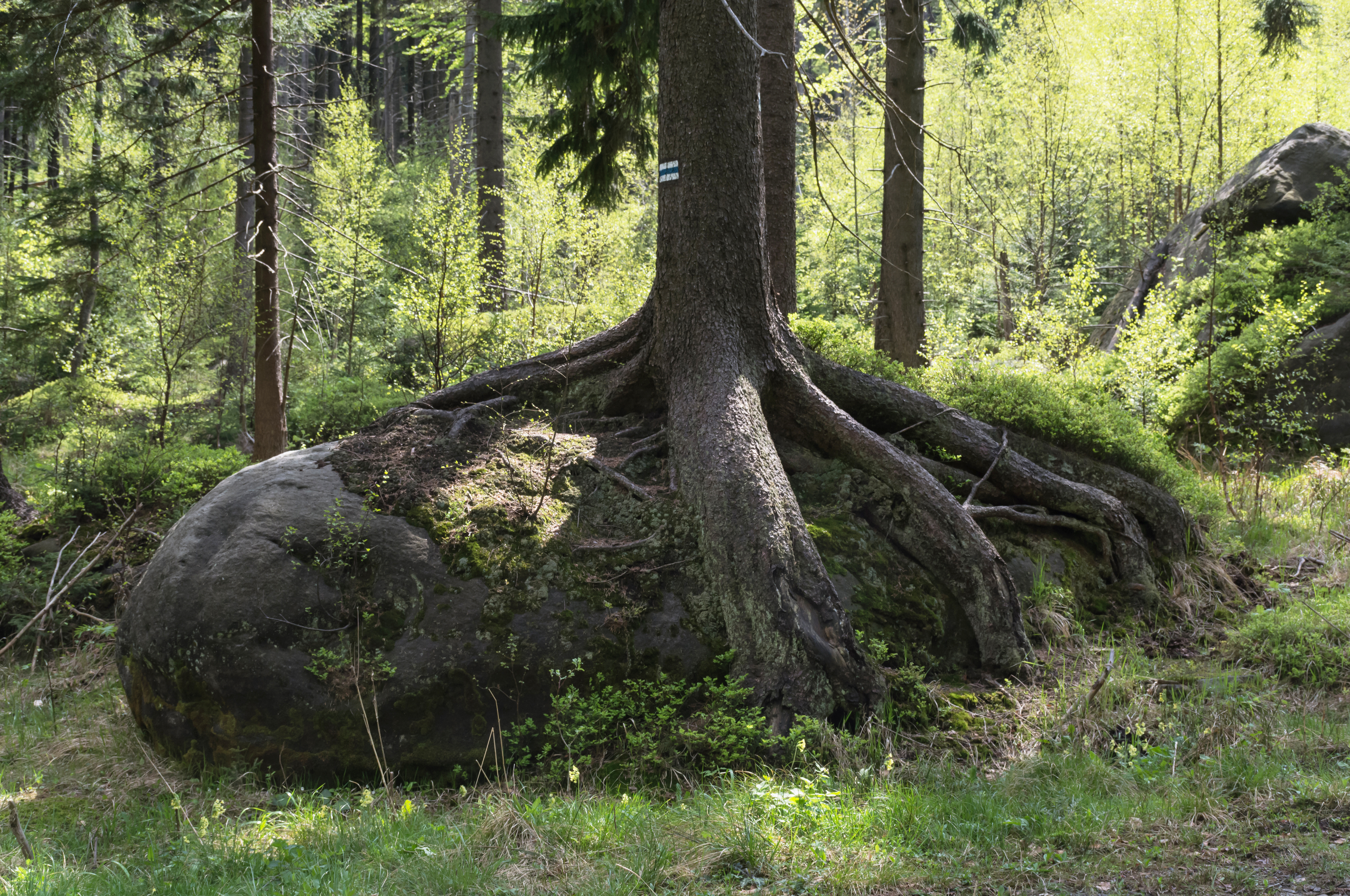
Столові гори